# Hollandia történelme
Hollandia történelme legalább 40 ezer évre nyúlik vissza, ekkorról származnak az ember legkorábbi nyomai. Az ókorban a Rajna torkolatvidéke jelentette az elválasztóvonalat a gall és germán törzsek között. Miután a Római Birodalom meghódította a térséget, a Rajna mentén épült ki a germánoktól védő limes. A birodalom összeomlása után északon frízek, délen frankok telepedtek meg a mai Hollandia területén.
A 8. században a Frank Birodalom meghódította Frízföldet és Németalföld közel egy évezredre a (később Német-rómaivá váló) birodalom részévé vált. Területén számos kisebb, a császárnak engedelmeskedő feudális állam (Brabanti Hercegség, Holland Grófság stb.) jött létre. Burgundia hercegei 1433-ra befolyásuk alá vonták a németalföldi kis grófságokat és püspökségeket és fennhatóságuk alatt egyesítették Németalföldet. A burgundi uralkodóház kihalása után a régió a Habsburgokhoz került, majd a dinasztia kettéválása után a 16. század közepétől a spanyol korona fennhatósága alá tartozott. A katolikus spanyolok erőszakkal akarták megakadályozni a protestantizmus terjedését, ezért 1568-ban kitört a 80 évig tartó holland szabadságharc. Ennek eredményeképpen Németalföld kettészakadt a katolikus délre (később Belgium) és a protestáns északi Egyesült Tartományokra.
A holland köztársaság számára a 17. század közepe jelentette az aranykort: flottájával dominálta a világkereskedelmet, gazdasága, művészete, tudománya egyaránt a világ élvonalába tartozott. A Holland Kelet-indiai Társaság, a világ első multinacionális cége globális gyarmatbirodalmat épített ki.
A 17. század végén és a 18. században az angolokkal és a franciákkal vívott háborúk után az ország nemzetközi befolyása lehanyatlott. A francia forradalom után az ország Párizs érdekszférájába került és Napóleon egy rövid időre annektálta is.
A francia császár bukása után a korábbi köztársaság helyén megalakult a Dél-Németalföldet is magába foglaló Holland Királyság, amely perszonálunióban volt a Luxemburgi Nagyhercegséggel. A vallásukban és részben nyelvükben is különböző déliek 1830-ban fellázadtak és megalakították Belgiumot, amelyet Hollandia 1839-ben nemzetközi nyomásra elismert. Az 1848-as népek tavasza hatására a holland király politikai reformokat hozott és az országot alkotmányos monarchiává alakította át. 1890-ben, III. Vilmos halála után Luxemburg elszakadt (Vilmosnak csak egy lánya volt, a luxemburgi törvények viszont tiltották a nőági örökösödést).
Hollandia semleges maradt az első világháborúban, a másodikban azonban német megszállás alá került. Kelet-indiai gyarmatait Japán foglalta el és a háború után a helybeliek kikiáltották Indonézia függetlenségét. Hollandia a háborús romok eltakarítása után gyors gazdasági fejlődésbe kezdett, nemzetközi téren pedig alapító tagja volt a NATO-nak és az Európai Uniónak.

## Őstörténet (i. e. 800 előtt)

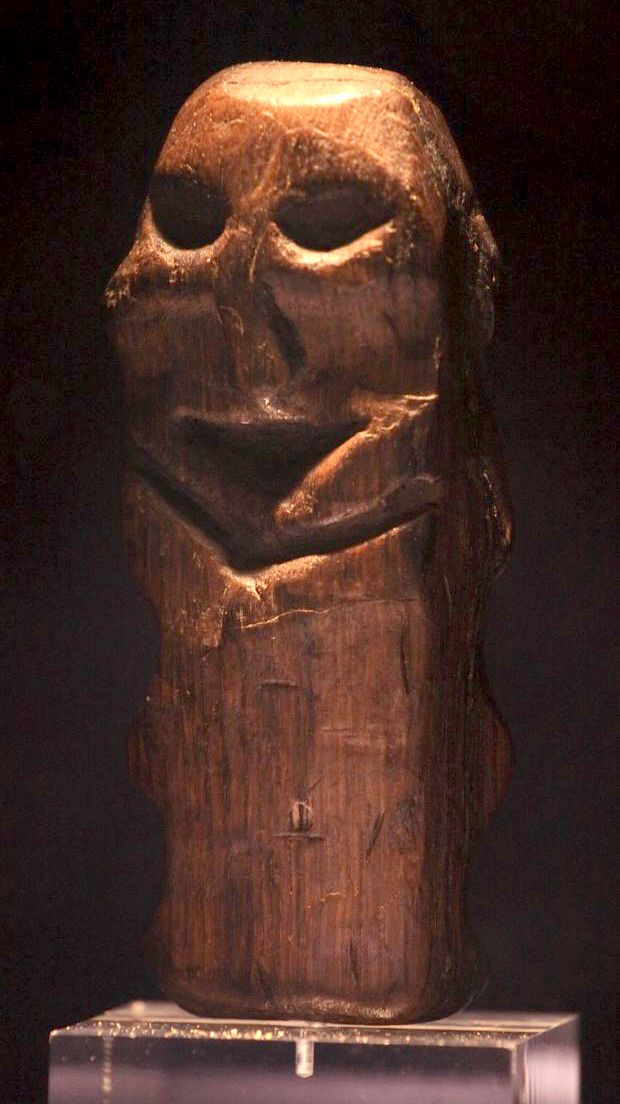
Willemstadban talált, 12 cm magas, 6500 éves faszobrocska

A 2010-ben Woerdenben talált kőeszközök tanúsága szerint a mai Hollandia területén legalább 37 ezer éve laknak emberek. 2009-ben pedig egy kb. 40 ezer éves neandervölgyi koponyát találtak a Zeeland melletti tengerfenék kotrása közben.
A legutolsó jégkorszak során az európai jégpáncél nem érte el Hollandiát, területén gyér növényzetű tundra terült el, amely csak kis létszámú vadász-gyűjtögetőt volt képes eltartani. A régészek a frieslandi Bergumermeer tava környékén megtalálták egy i. e. 8. évezredben élt törzs nyomait. Ugyanebből a korból származik a legrégebbi (i. e. 8200 és 7600 közötti) ismert csónak is, amelyre Pesse mellett bukkantak.
I. e. 5600-ban megjelent a középső kőkorszaki swifterbanti kultúra népe, amely elsősorban folyók és egyéb vizek mentén telepedett meg és közeli rokonságban állt a skandináv Ertebølle-kultúrával. Az ország nyugati részén megtalálták vadásztáboraikat ahová téli zsákmányukat, többek között fókákat hordtak.
A mezőgazdaság i. e. 5000 körül érkezett meg Hollandiába a vonaldíszes kerámia népével, akik Közép-Európából érkeztek. Eleinte a növénytermesztést azonban csak egészen délen, a Limburg környéki löszsíkokon gyakorolták és még ott sem állandóan. Az ország többi részének kis falvaiban i. e. 4500-4800 körül váltottak át lassan és fokozatosan az állattenyésztésre, majd 4300-4000 körül kisebb mennyiségben már gabonát is vetettek.

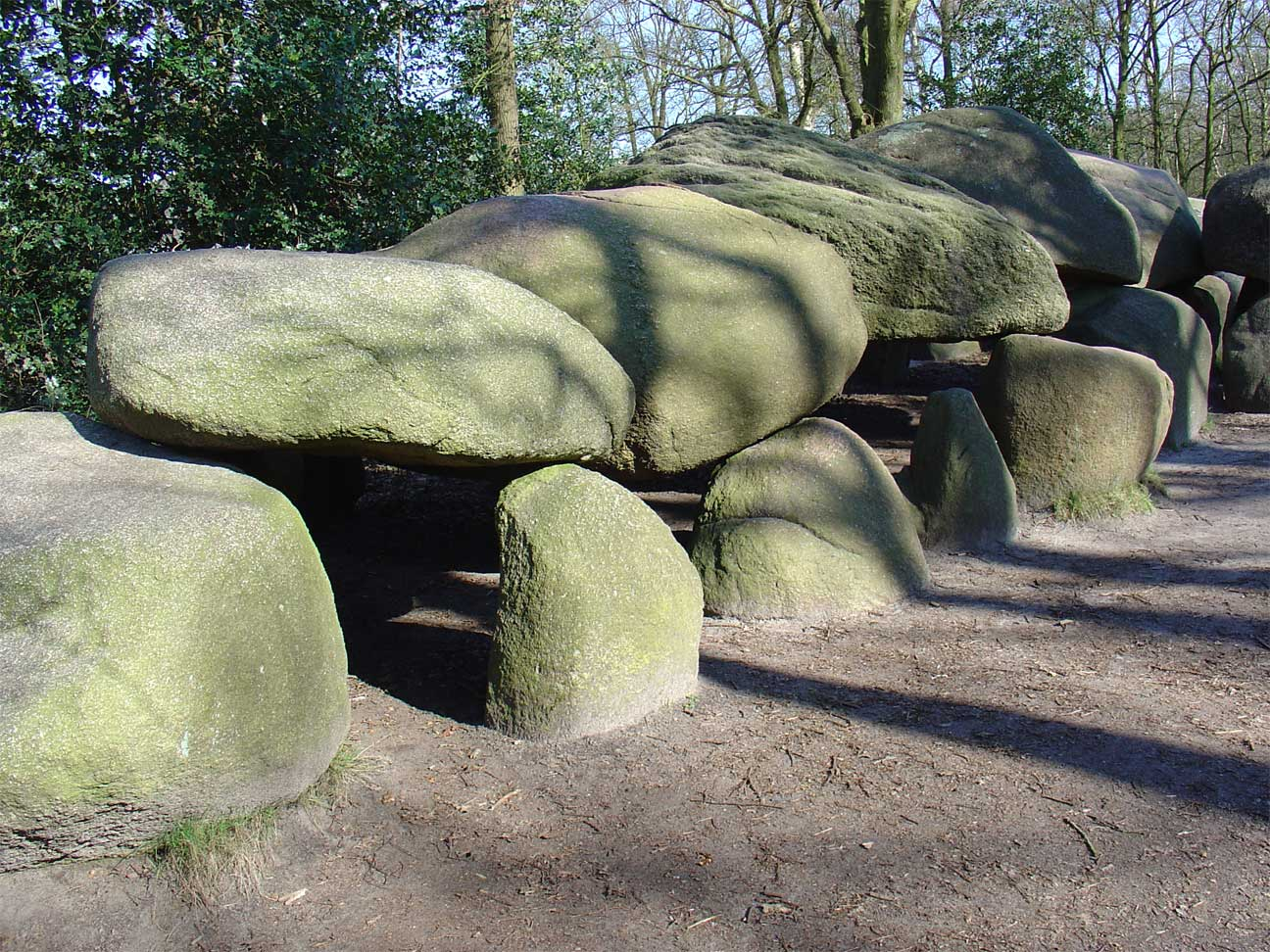
A legnagyobb hollandiai dolmen Borger mellett

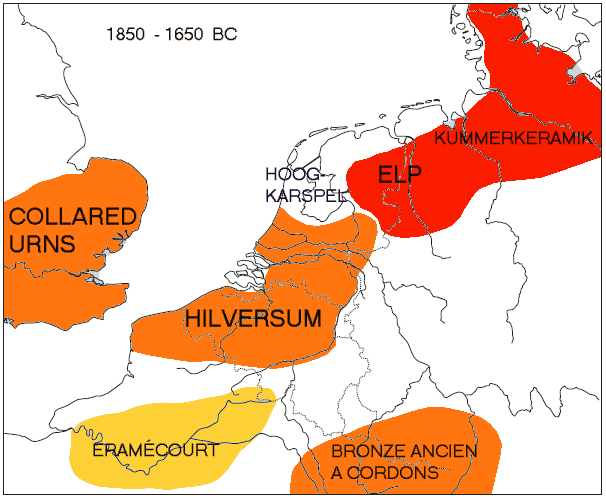
Az elpi és hilversumi kultúra elterjedése

I. e. 4000 körül Dánia és Észak-Németország irányából megtelepedett a tölcsérszájú edények kultúrájának népe. Ebből a korból származnak a látványos kőépítmények, az i. e. 4100 és 3200 között emelt dolmenek Drenthe tartományban. A nyugati tengerparton a vlaardingeni kultúra viszonylag primitívebb vadász-gyűjtögetői egészen az újkőkorig, i. e. 2600-ig fennmaradtak.
I. e. 2950 körül a tölcsérszájú edény kultúráját felváltotta az inkább pásztorkodással foglalkozó zsinegdíszes kerámia kultúrája, amelyet már az indoeurópai nyelvű népekkel azonosítanak. Rajtuk kívül jelen volt az ország területén a harangedényes kultúra is. Mindkettő kiterjedt Közép- és Észak-Európa nagy részére. Ebből a korból (i. e. 2400 körül) van az első bizonyíték a kerék használatára és megkezdődött a réz alkalmazása is kések, lándzsahegyek formájában. Ez egyben a kereskedelemre is bizonyíték, mert Hollandiában nem található rézérc.
A hollandiai bronzkor i. e. 2000 körül kezdődött és i. e. 800-ig tartott. A legkorábbi bronzeszközöket az ún. "wageningeni kovács" sírjában találták. A későbbi századokból számos más bronztárgyra (késekre, kardokra, fejszékre, fibulákra, karperecekre) bukkantak, sőt Voorschotennél törött eszközökre is, amelyeket valószínűleg újraolvasztáshoz gyűjtöttek össze.
A leletek elsősorban Drenthe tartományból kerültek elő, köztük nagyszámú ékszer (pl. óngyöngyökből álló nyaklánc), ami arra utal, hogy itt lehetett a régió egyik kereskedelmi központja. A hosszú távú kereskedelmet bizonyítják azok a bor hígítására használt bronzüstök (situlák), amelyek Kelet-Franciaországban (vagy Svájcban) készültek.
Az i. e. második évezredben Hollandián keresztül, nagyjából a Rajna vonalán húzódott a skandináv és atlanti bronzkori kultúrák határa. Északon élt kb. i. e. 1800–800 között az elpi kultúra népe, amelyet jellegzetes, gyenge minőségű cserépedényei alapján azonosítottak. Korai fázisuk (i. e. 1800–1200) halomsírjai hasonlóságot mutatnak a hasonló északnémet és skandináv sírokhoz és lehetséges, hogy rokonságban álltak a közép-európai halomsíros kultúrával. I. e. 1200 körül áttértek az égetéses urnás temetkezésre. Dél-Hollandiában a hilversumi kultúra (i. e. 1800–800) terjedt el, amelynek Dél-Angliába nyúltak kulturális kapcsolatai.

## A rómaiak előtt (i. e. 800 – i. e. 58)

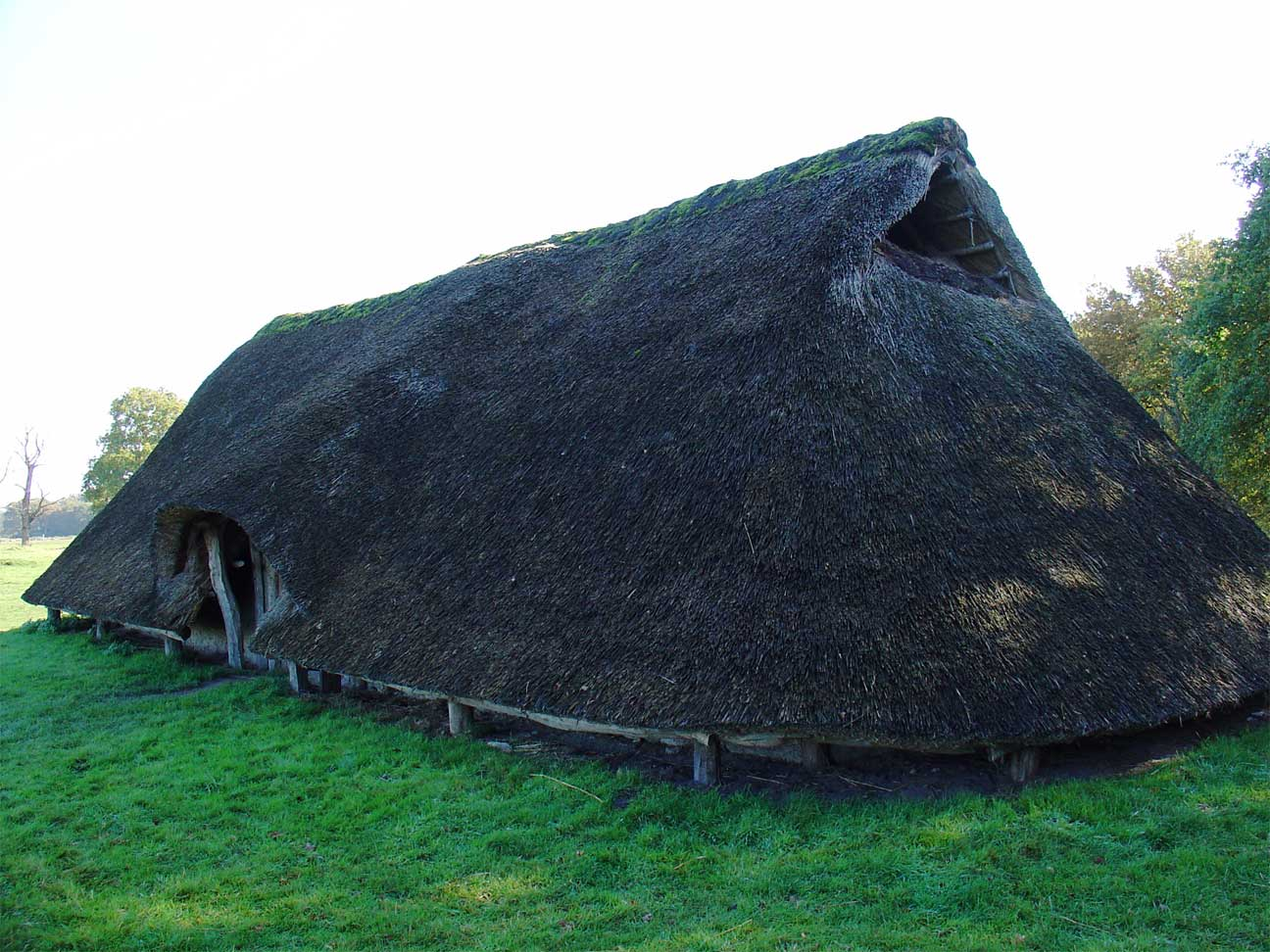
Vaskori ház rekonstrukciója

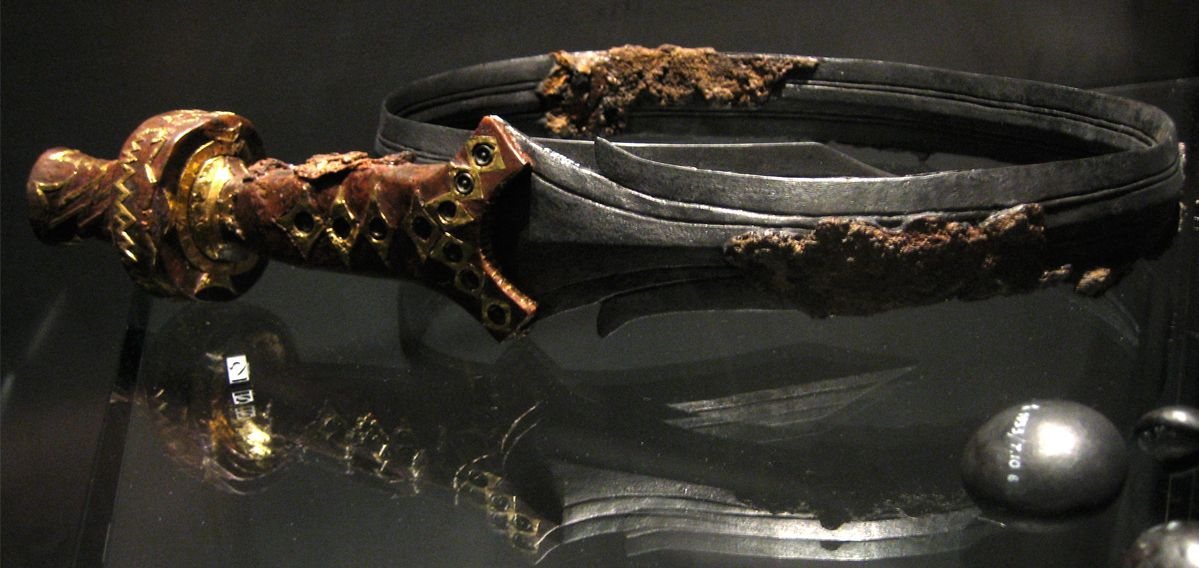
Összetekert vaskard az ossi sírból

A vaskor beköszönte jelentősen megkönnyítette a Hollandiában lakók életét, mert vasat az egész ország területén találhattak: északon a mocsarak gyepvasércét, délen, Brabant vidékén pedig vörös vasércet. A kovácsok egyik településről a másikra vándoroltak a vaskészletükkel és igény szerint készítettek fejszéket, késeket, szögeket vagy nyílhegyeket, kardokat.
Oss mellett tárták fel Nyugat-Európa egyik legnagyobb halomsírját; az 52 méter átmérőjű, 3 méter magas domb alatt egy i. e. 500 körül meghalt "király" sírját ásták ki, amelyben értékes tárgyakat, többek között egy körbe tekert, arannyal és korallal kirakott vaskardot találtak.
A korábban az elpi kultúra által elfoglalt északi régióban megjelent a valószínűleg már germán harpstedti kultúra, míg Dél-Hollandia a kelta La Tène-kultúra befolyása alá került. Később Julius Caesar is megfigyelte, hogy a germán és kelta törzsek között a Rajna volt a választóvonal.

### Északi germánok

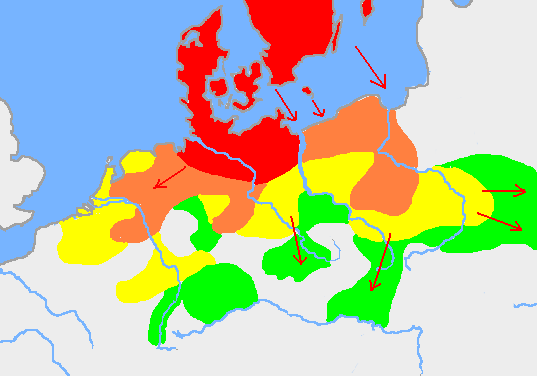
A korai germán törzsek vándorlása időszámításunk kezdetén

A germánok eredetileg Dél-Skandináviát, Schleswig-Holsteint és Hamburg környékét lakták. I. e. 850 és 760 között, valamint i. e. 650 környékén az éghajlat hidegebbé vált és emiatt délebbre vándoroltak. A régészeti leletek tanúsága szerint i. e. 750 körül nagyjából ugyanahhoz a kultúrához tartozó germánok laktak Hollandiától egészen a Visztuláig, északon pedig Dél-Skandináviáig. Nyugaton a növekvő népesség miatt először voltak kénytelenek művelés alá venni a tengerpart menti, vízzel időnként elárasztott területeket. Ez a migráció i. e. 250 körül fejeződött be. Észak-Hollandia lakói ekkor az ún. északi-tengeri germán ("ingvaeon") nyelvet beszélték, akárcsak az északnyugat-németországi és jütlandi germánok. Belőlük különültek el később a frízek és a szászok.
Egy másik nyelvi csoport, a weser-rajnait germánt beszélő istvaeonok a Rajna középső folyása és a Weser között éltek és benyomultak a mai Dél-Hollandiába is. Közülük származtak a száli frankok.

### Déli kelták

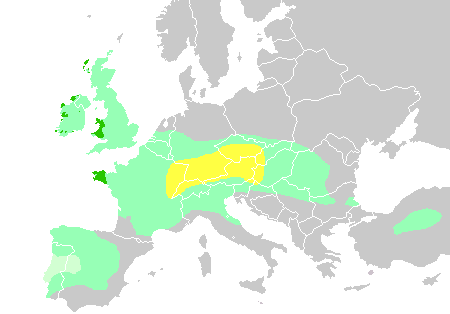
Kelta népek Európában

A kelta kultúra a közép-európai hallstatti kultúrával (kb. i. e. 800–450) vette kezdeteit. Utódja, a La Tène-kultúra mind migráció, mind átvétel révén egész Európában elterjedt. A kontinensen legészakabbi határa Dél-Hollandiában volt. Az országban számos helyen találtak keltákhoz köthető leleteket, például Echtnél és Maastricht környékén ezüst- és aranypénzekből álló kincseket, Mindezek alapján a régészek úgy vélik, hogy legalább a Maas folyó völgye a La Tène-kultúra befolyási zónájához tartozott, sőt egyes vélemények szerint az ország közepén fekvő Zutphen lakossága sem germán volt a rómaiak érkezésekor, hanem kelta. A nyelvészek szerint azonban a helynevekben egyáltalán nem tükröződik ez a befolyás.
Néhány történész elmélete szerint Hollandiában a Somme és a Weser között fennmaradhatott egy ősibb populáció, amely jó ideig elkerülte a germán és kelta inváziót (ún. Nordwestblock-elmélet). Elképzelésük szerint a különálló nyelvű kultúra közvetlenül a római hódítás előtt olvadt be a szomszédos germán és gall népekbe.

## Római időszak (i. e. 57 – i. sz. 410)

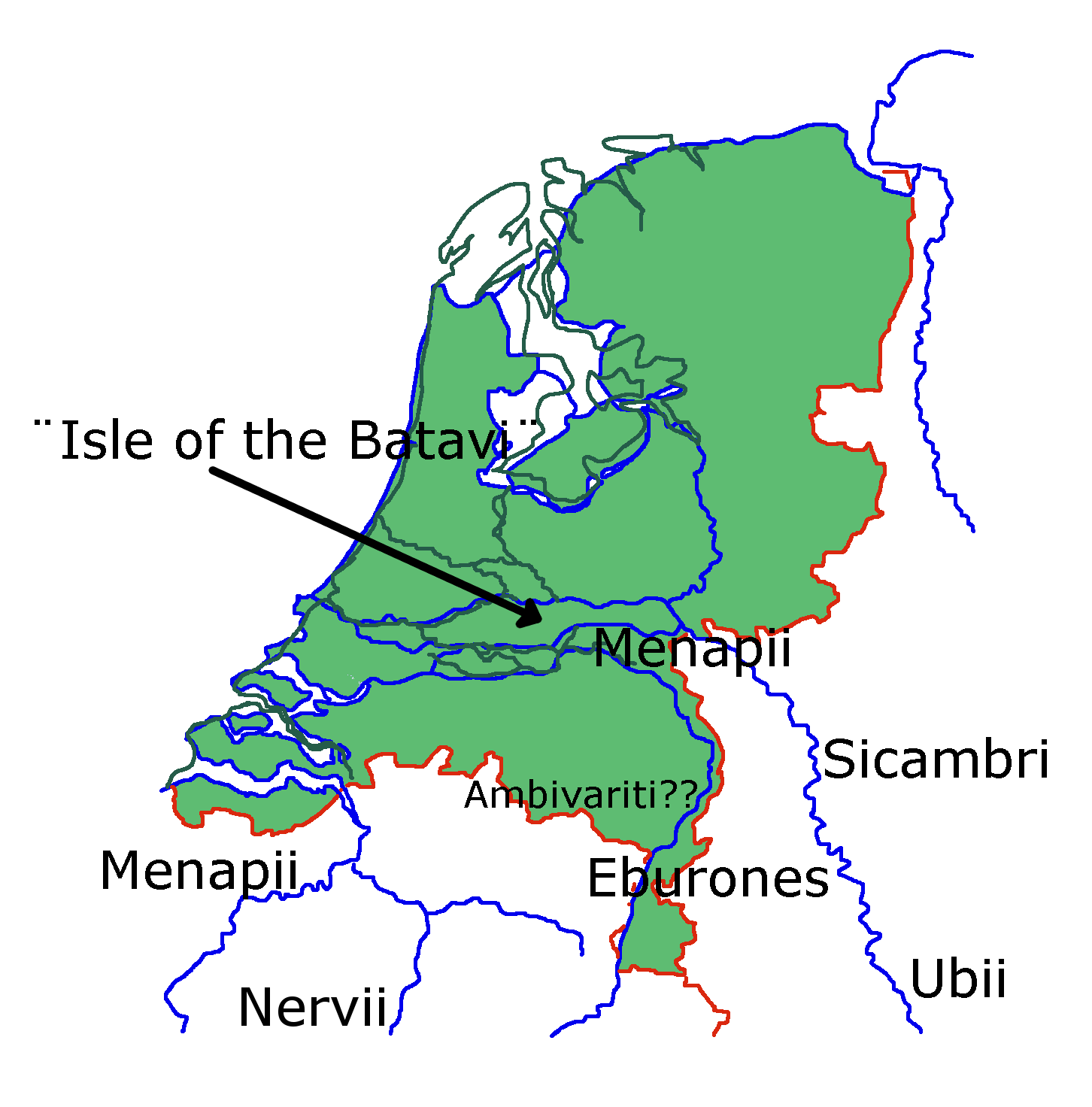
Hollandia Caesar idejében

Julius Caesar i. e. 57 és 53 között, a galliai háborúk során hódította meg a Rajn Oude Rijn ágától délre és nyugatra élő gall belga törzseket. Mivel az itteni keltáknak nem volt írásbeliségük, minden amit tudunk róluk a római és görög történetíróktól származik. Az egyik legértékesebb forrás magának Caesarnak Commentarii de bello Gallico c. műve. Leírása szerint a mai Hollandia területén a legfontosabb belga törzsek a menapiusok és az eburók voltak, mindketten az ország déli részén. Ő állapította meg, hogy a Rajna képezte a határt a germánok és gallok között, bár tisztában volt vele, hogy egyes „ciszrajnai” törzsek (például éppen az eburók) germánok vagy vegyes eredetűek voltak.
A menapiusok Dél-Zeelandban, Észak-Brabantban és talán Dél-Hollandban éltek. A későbbi római időkben területük lecsökkent és jelek szerint a mai Nyugat-Belgiumba szorultak vissza. A legnagyobb helyi germán törzs, az eburók területe a mai Limburgtól a Rajna németországi szakaszáig, északnyugat felé pedig a folyó deltájáig terjedt és közvetlenül szomszédosak voltak a menapiusokkal. Caesar említést tesz a deltában az Insula Batavorum-ról ("batavusok szigete"); a batavusok később játszottak igen fontos szerepet. Jóval később Tacitus írta azt, hogy eredetileg a chattusok egyik törzse voltak (akiket Caesar nem említ).
A római uralom 450 éve alatt jelentős változások mentek végbe a helyi törzsek elhelyezkedésében, sok esetben a Rajnán túli germánokkal való összecsapások következményeként. Caesar a gall háborúk során teljesen elpusztította az eburókat, helyükre texuandrusok települtek. Idősebb Plinius további népneveket is megemlít: a cananaefatokat Dél-Hollandban, a mai észak-Hollandiában élő frisiusokat (feltehetően nem a középkori frízek ősei), a frisiabonokat a Rajna-delta és Észak-Brabant között, a marsaciusokat a belga tengerpart és a delta között és a sturiusokat. A Rajnától északra éltek a chaucusok, a mai Kelet-Hollandiában pedig a tuihantusok és a chamavusok; utóbbiak később a frankok részeként bukkannak fel. A száli frankok valószínűleg szintén Hollandiában, Overijssel tartomány Salland régiójában alakultak ki.

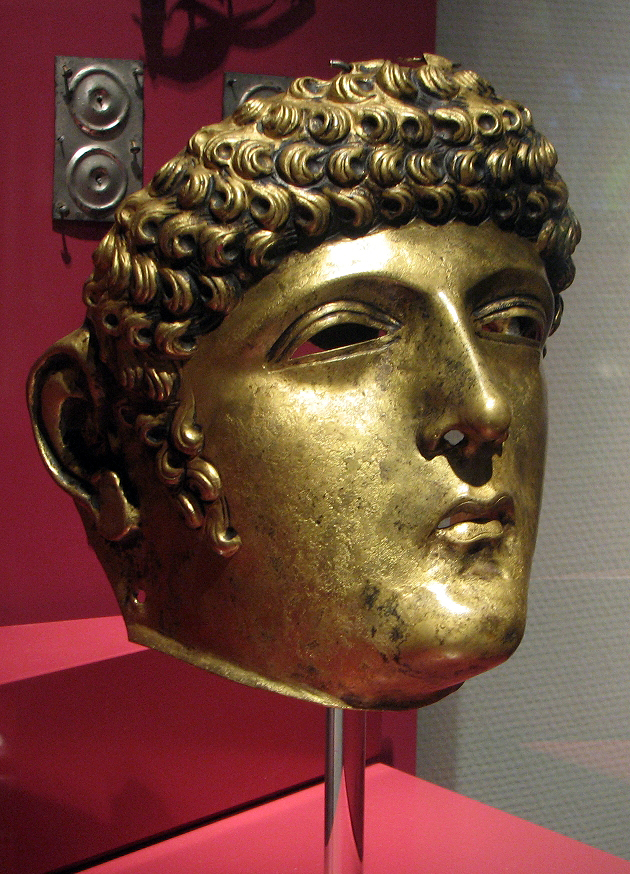
Római lovas maszkja Leiden környékéről

A rajnai határvidék 70 körül

I. sz. 12 körül, a germán hadjáratokat követően véglegesen a Rajna vált a Római Birodalom északi határvonalává az európai kontinensen. Az ettől délre eső régió előbb Gallia Belgica, majd 83 után Germania Inferior provinciához tartozott. A limes mentén erődök, beljebb városok épültek; közülük a legnagyobb Ulpia Noviomagus Batavorum (Nijmegen) és Forum Hadriani (Voorburg) volt.

### A batavusok felkelése

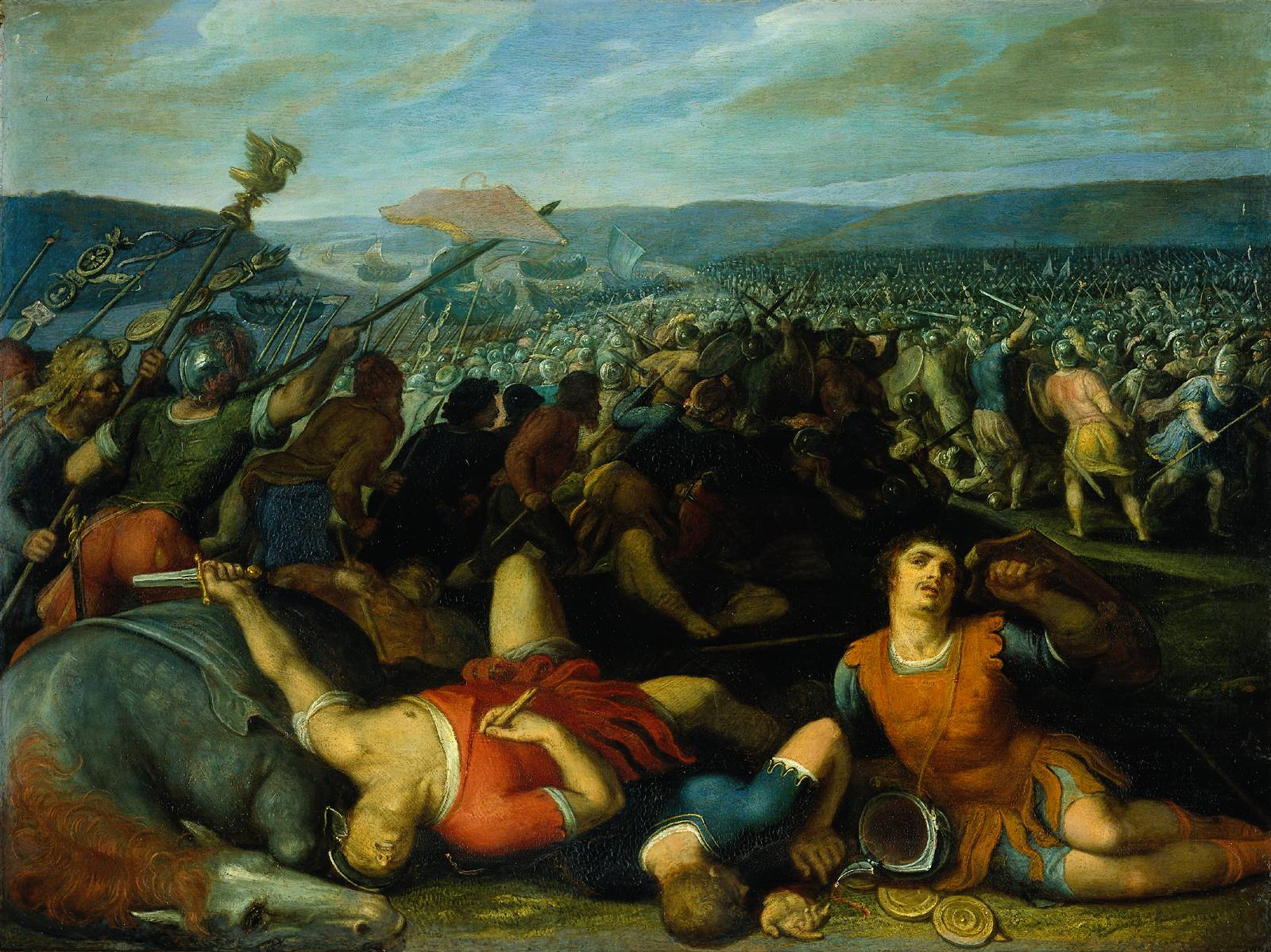
A batavusok legyőzik a rómaiakat a Rajnánál (Otto van Veen képe, 1613

A batavusokat és a többi határvidéki törzs tagjait szívesen alkalmazta a római hadsereg, hagyományosan a lovasság kötelékében. A batavusok azonban i. sz. 69-ben fellázadtak a birodalom ellen. A felkelés vezére a törzshöz tartozó Gaius Julius Civilis volt (neve alapján vagy őt vagy valamelyik férfiági felmenőjét Augustus vagy Caligula római polgárrá tette). A felkelés egyik oka az volt, hogy a rómaiak összefogdosták rabszolgának a fiatal batavusokat. A germánok megtámadtak és felégettek néhány erődöt és a Germaniában állomásozó római légiók (különösen azok batavus és canninefas katonái) csatlakoztak hozzájuk. Helyzetüket megkönnyítette, hogy ebben az évben Nero halála miatt polgárháború tört ki a birodalomban és egymást váltották a császárok. Végül azonban Vespasianus legyőzte versenytársait és 70 áprilisában elküldte Quintus Petillius Cerialist néhány légió élén, hogy állítsa helyre a rendet a határvidéken. Cerialis legyőzte a batavusokat és valahol a Waal (folyó) és a Maas között, Nijmegen közelében megadásra kényszerítette Civilist. A batavusok később beleolvadtak a többi germán törzsbe és csatlakoztak a száli frankokhoz.
A 17. és 18. században a Spanyolország ellen harcoló hollandok szívesen azonosították magukat a batavusokkal, akiket magukhoz hasonlóan a zsarnokság ellen küzdő, függetlenségre vágyó szabadságharcosoknak gondoltak. Nemzeti mítoszuk szerint ők voltak a hollandok igazi elődei, így nem csoda hogy a név rendszeresen feltűnik újkori történelmükben is. 1619-ben Bataviának nevezték el délkelet-ázsiai gyarmataik központját (ma Dzsakarta). 1795-ben a francia megszállás után létrehozott bábállam neve Batáviai Köztársaság volt. Néha még ma is előfordul, hogy a hollandokat batáviaiaknak hívják (ahogyan a franciákat galloknak vagy a németeket teutonoknak).

### A frankok megjelenése

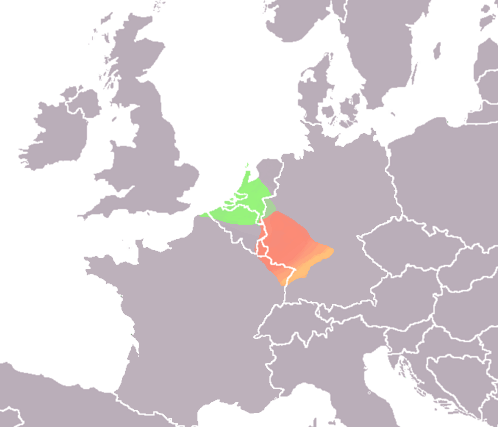
A száli (zöld) és ripuári (vörös) frankok területe a Római Birodalom végnapjaiban

Valamikor a 3. század első felében a Rajna alsó és középső szakaszán (a Zuyderzee és a Lahn folyó között, kelet felé egészen a Weserig) élő kisebb germán törzsekből létrejött a frank konföderáció. Idővel két nagyobb csoportra váltak szét: a ripuári frankokra (a Rajna középső szakaszán) és a száli frankokra (a mai Hollandia területén). A római források hol mint szövetséges, hol ellenséges népként hivatkoznak rájuk. 320 körül már uralmuk alatt tartották a Scheldt folyó vidékét (a mai Nyugat-Flandria és Délnyugat-Hollandia) és rendszeresen fosztogatták a La Manche csatornán közlekedő hajókat. A rómaiak ekkor még pacifikálták a régiót, de a frankokat nem űzték el, így folytatták a kalózkodást. Iulianus császár 358-ban engedélyezte a száli frankoknak, hogy foederati státuszban letelepedjenek a birodalom területén.

### A frisiusok eltűnése
296-ban Constantius Chlorus császár legyőzte a frisiusokat és félszabad laetus státuszban széttelepítette őket a birodalomban. A frisiusokat többé nem említik az írott források, bár jellegzetes cserépedényeik előkerültek Flandria és az angliai Kent területéről.
Ezzel párhuzamosan 250 körül elkezdett megemelkedni a tengerszint és viharok, nagyobb dagályok idején a tenger betört az alacsonyan fekvő partmenti síkságra. Az éghajlat is hűvösebbé, esősebbé vált. Az elmocsarasodó partvidék elnéptelenedett és vagy két évszázadig alig éltek itt emberek.

## Kora középkor (411–1000)

### Frízek

A frízek és a frankok 716 körül

Az éghajlati viszonyok javulásával kelet felől szászok, angolok és jütök települtek be Észak-Hollandiába, tőlük származott az a nép, amelyet a középkorban frízeknek hívtak. A vándorló germánok nagy része nem maradt itt, hanem továbbköltöztek Britanniába és angolszászokká váltak. Mivel a frízek és angolszászok gyakorlatilag ugyanazokból a törzsszövetségekből származtak, nyelvük is nagyon hasonló volt; az óangol legközelebbi rokona az ófríz, és a mai angol nyelvhez is leginkább a modern fríz dialektusok hasonlítanak. A 6. század végére a frízek területe az Északi-tengerig, néhány évtizeddel később pedig a déli Dorestadig terjedt. Ezt a régiót (gyakorlatilag egész Észak-Hollandiát) gyakran Nagy-Fríziaként (Frisia Magna) emlegették.
A 7–8. században a frank krónikák ezt a – Hollandia és Északnyugat-Németország Jütlandtól nyugatra eső tengermenti – régiót Fríz Királyságként említik. Ekkoriban az Északi-tenger teljes ideeső partvidékén a fríz nyelvet beszélték. A királyság központja 650–734 között (Aldegisl és Redbad uralkodása alatt) Utrechtben volt található. Utrecht közelében, a Rajna mentén feküdt Dorestad városa, a királyság egyik legfontosabb kereskedelmi központja. Mivel éppen a fríz és frank földek határán helyezkedett el, 600 és 719 között a két királyság gyakran összecsapott a fölötte való fennhatóságért.

### Frankok

Frank terjeszkedés 481–870 között

A Római Birodalom összeomlása után a frankok nagy területet hajtottak az uralmuk alá, amely aztán több részre szakadt szét: királyságok jöttek létre Kölnben, Tournaiban, Le Mans-ban és Cambraiban. Az egymással vetélkedő államok közül Tournai királyai kerültek ki győztesként: 490 körül I. Clovis a Maas folyóig egyesítette a franklakta földeket, beleértve ebbe Dél-Hollandiát is. Clovis 511-es halála után négy fia felosztotta a birodalmat. A Dél-Hollandiát magába foglaló austrasiai rész I. Theuderich tulajdonába került és az ő leszármazottja volt az az I. Clothar aki 558-ra újraegyesítette a Frank Királyságot. Az ő négy (hamarosan csak három) fia szintén szétosztotta az örökséget, Austrasia pedig I. Sigebert tulajdonába került.
A dél felé, Galliába terjeszkedő frankok idővel átvették az ottani lakosság vulgáris latin nyelvét. A mai Észak-Franciaországban (Neustria és Nyugat-Austrasia) élő frankok egy ideig kétnyelvűek maradtak, de a 10. századra a beszélt germán nyelv ezen a vidéken teljesen eltűnt. Az északon maradó frankok azonban megtartották nyelvüket és idővel egy germán-latin nyelvhatár jött létre, bár az eredetileg délebbre húzódott mint manapság. A száli frankok által beszélt ófrank nyelv a 9. századra az óhollanddá fejlődött. Míg azonban az ófrankot a Weser-Rajna típusú germán nyelvek közé sorolják, a hollandnak vannak ingvaeon (ófríz és ószász) jellegzetességei is. A részletes összehasonlítást megnehezíti, hogy ófrank nyelvű szövegek gyakorlatilag nem maradtak fenn és az óhollandok is ritkák és töredékesek. Az óholland valamikor 1150 körül fejlődött tovább középhollanddá. A 9. században a mai Hollandia és Belgium lakosai elhagyták a "frank" önmegnevezést (a népnév Frankónia és Île-de-France nevében maradt fenn).

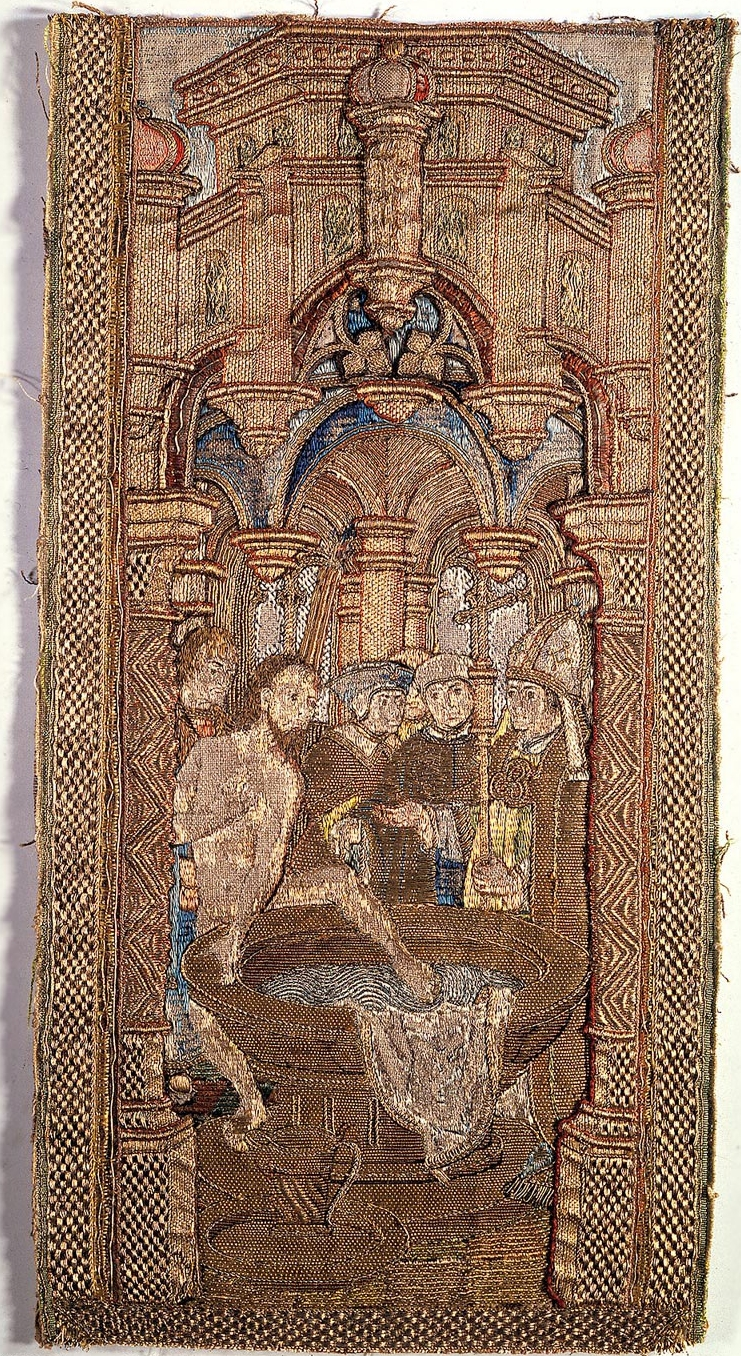
Redbad fríz király megkeresztelése (16. századi falikárpit

A rómaiak kivonulásával együtt szinte teljesen megszűnt a keresztény közösség, bár helyenként (mint Maastrichtban) megmaradtak egyes gyülekezetek. A frankok azután vették fel a vallást, hogy I. Clovis 496-ban megtért. Északon azután terjedt el a kereszténység, miután a Frank Birodalom meghódította a frízeket. A térítésben fontos szerepet játszottak az ír, skót és angolszász misszionáriusok, elsősorban Willibrord, Wulfram és Szt. Bonifác. Utóbbit a pogány frízek 754-ben megölték.
A 8. század elejétől a frízek és frankok közötti feszültség fegyveres konfliktusokban kulminálódott, amelyek végén a Frank Birodalom teljesen bekebelezte Fríziát. A 734-es boarni csata után a frankok meghódították a Lauwers folyótól nyugatra eső Hollandiát. A maradék részt Nagy Károly csatolta birodalmához 785-ben. Bár a helyiek már nem hívták magukat frankoknak, Aachen, Maastricht, Liège és Nijmegen városai a karoling kultúra fellegvárainak számítottak. Károly legalább négy alkalommal Nijmegenben hívta össze az udvarát.
843-ban a verduni szerződéssel felosztották a Frank Birodalmat; Hollandia a Középső Frank Királysághoz, míg Flandria a Nyugati Frank Királysághoz került. Ez az esemény alapozta meg a hollandok és a flamandok történelmi szétválását. Tizenkét évvel később I. Lothár halálos ágyán szétosztotta országát fiai között: Hollandia II. Lothár országának, Lotharingiának jutott. II. Lothár 869-ben meghalt, birtokait pedig nagybátyjai, a keleti frank Német Lajos és a nyugati Kopasz Károly a meersseni szerződésben elosztották egymás között. Bár ekkorra bizonyos partmenti régiókat már megszálltak a vikingek, Hollandia a Keleti Frank Birodalomhoz, majd 962 után annak utódjához, a Német-római Birodalomhoz került.

### Viking támadások

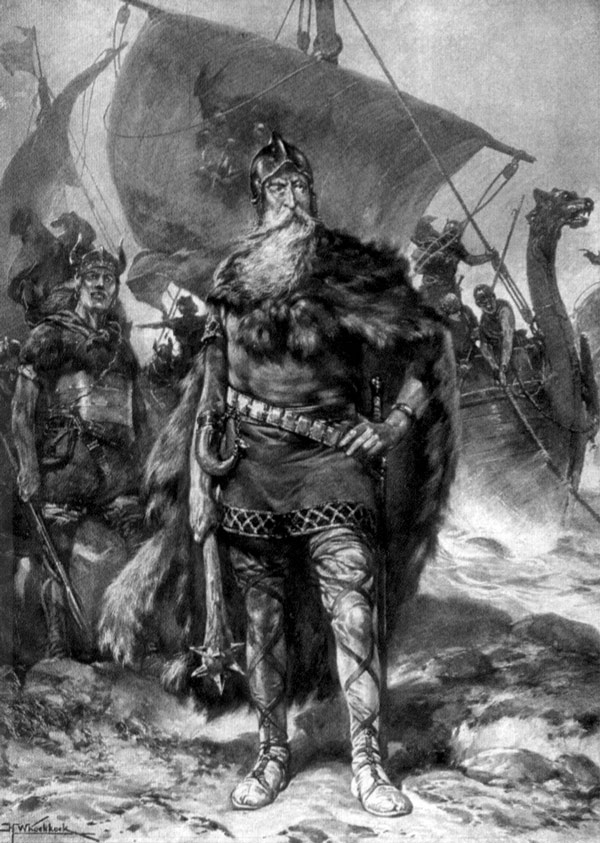
Dorestadi Rorik (1912-es rajz)

A 9. és 10. században a vikingek rendszeresen fosztogatták az Északi-tenger partjainál és a folyók mentén fekvő, jórészt védtelen fríz és frank városokat. Az északiak soha nem telepedtek meg nagyobb számban, de táboraikban hosszabb időt töltöttek és egyes esetekben még helyi hűbérúrként is elismerték őket. A hagyomány szerint a 834–863 közötti viking támadások okozták a gazdag Dorestad hanyatlását is, bár ennek régészeti bizonyítékát egyelőre nem találták meg.
A legfontosabb viking személyiség közé tartozott Wieringen ura, Dorestadi Rorik és fivére a Walcharenben lakó Harald. Feltehetően Harald Klak jütlandi király unokaöccsei voltak. I. Lothár 850 körül elismerte Rorikot Frízia urának. 870 körül fogadta őt Kopasz Károly Nijmegenben és a viking hadúr hűségesküt tett neki. Eközben továbbra is rendszeresek voltak a fosztogatások; például Harald fiát, Rodulfot egy támadás során 873-ban megölték Oostergo lakosai. Maga Rorik valamikor 882 előtt halt meg. 1996-ban Wieringenben elsősorban ezüstérmékből álló jókora kincset találtak, amely a feltételezések szerint Roriké lehetett.
879 környékén egy Godfrid nevű viking vezér fosztogatott Fríziában. Bevette magát Gentbe és onnan indított rablóhadjáratokat a környező városokba, sőt a Rajnán felhajózott egészen Kölnig és Koblenzig. 882–885 között egész Fríziát a kezében tartotta és elismerték a régió hercegeként, Kövér Károly császárnak hűséget is esküdött. Godfridet 885-ben meggyilkolták, a viking uralom végeztével pedig Holland grófság alapítója, Gerolf vette át a hatalmat.
A vikingek ezután legalább még egy évszázadig fosztogatták Németalföldet. I. Henrik német királynak csak 920-ban sikerült kiűzni őket Utrechtből. Az utolsó viking támadásra a 11. század első évtizedében került sor; célpontja Tiel és Utrecht volt.

## Hollandia a középkorban (1000–1432)

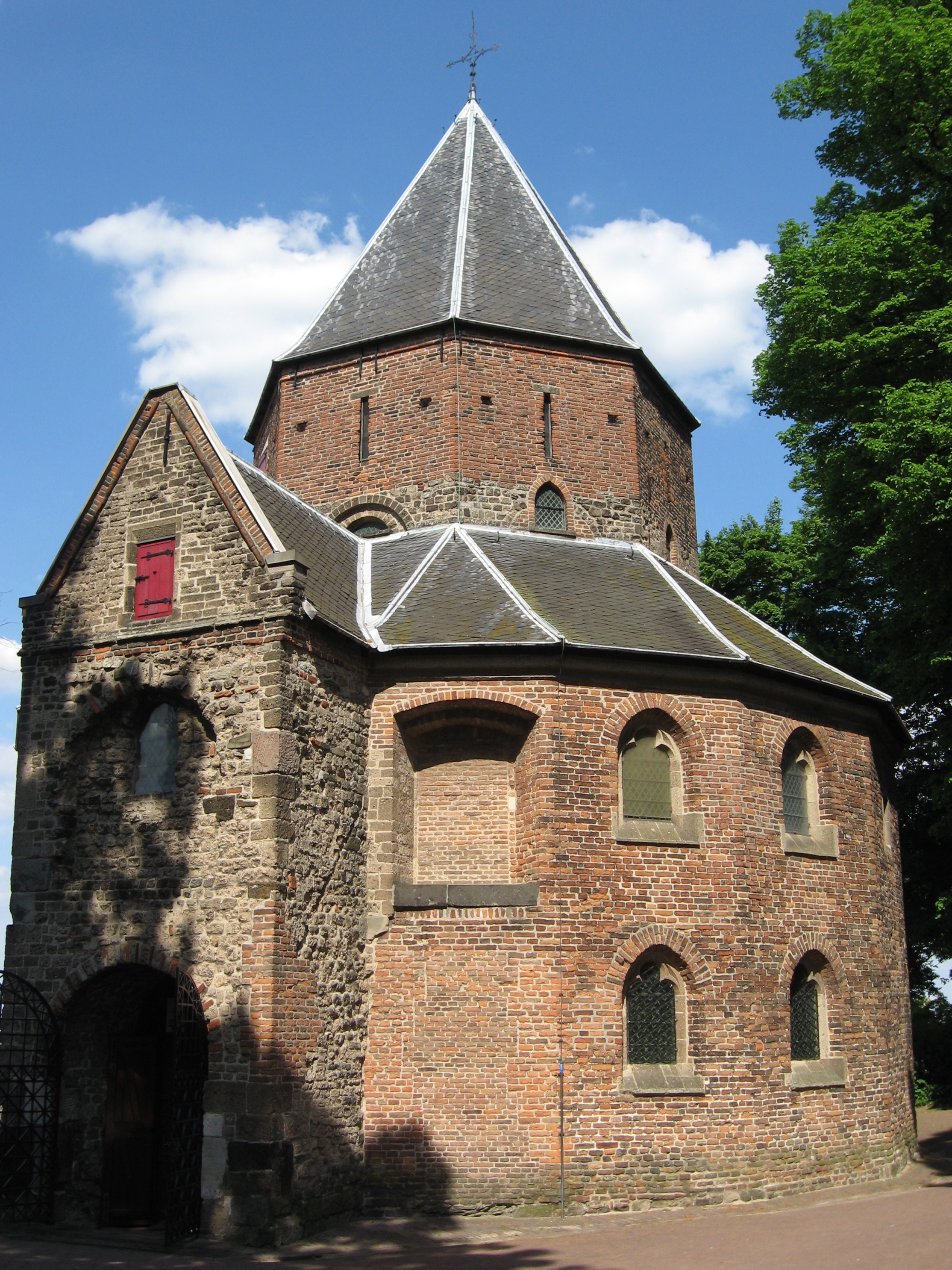
A nijmegeni Valkhofkapel az egyik legidősebb, ma is használatban lévő épület Hollandiában

Az 1421-es, Szt. Erzsébet-napi árvizet ábrázoló oltárkép (kb. 1500)

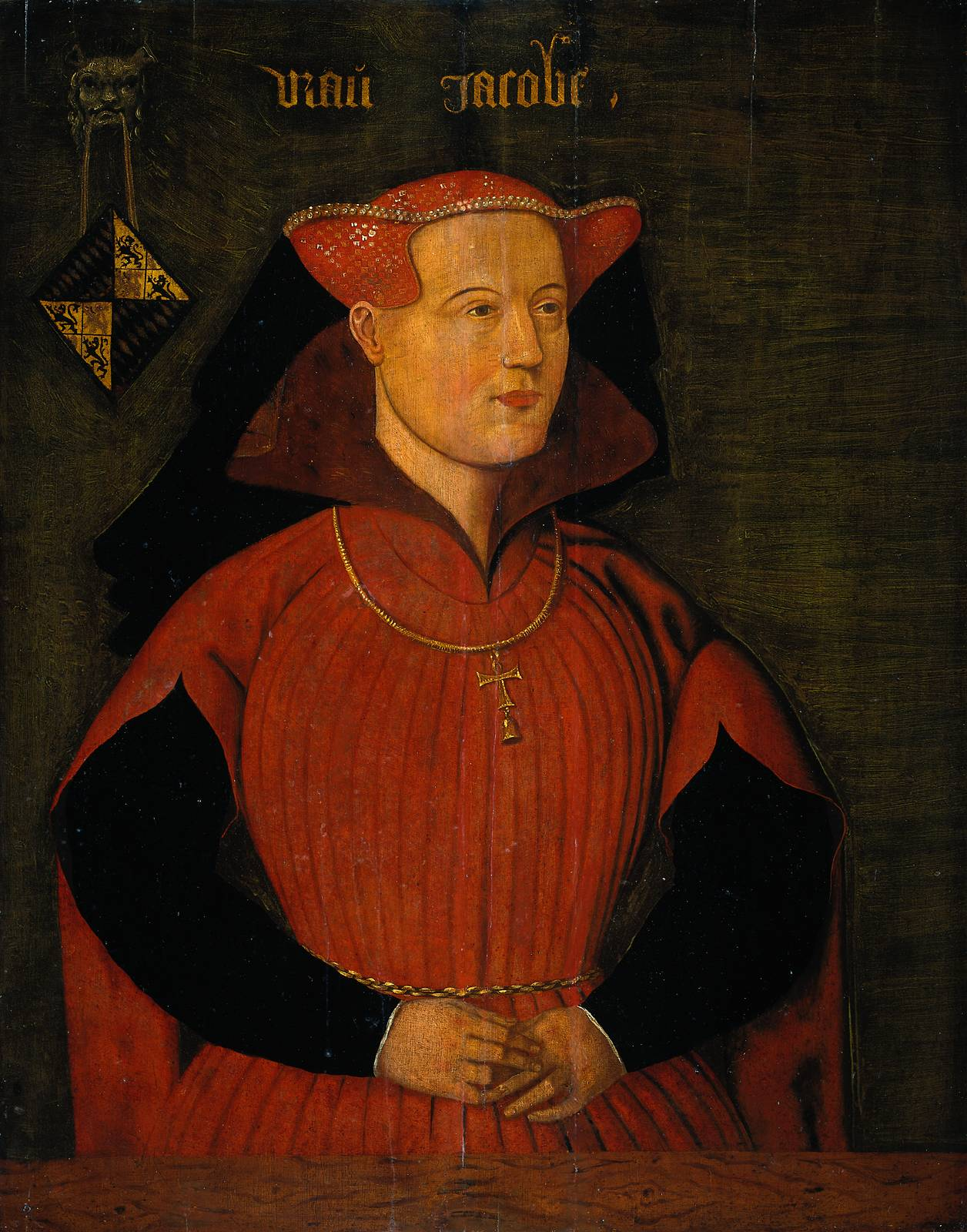
Jacqueline grófnő

A 10. és 11. században a német királyok, majd I. Ottó megkoronázása után német-római császárok uralták Hollandia területét. Nijmegen és Utrecht a birodalom fontos városai közé tartoztak, több császár itt született vagy halt meg.
A császárok azonban nem voltak képesek megtartani a hatalmas kiterjedésű birodalom politikai egységét. Bár névleg a császár uralkodott, a tényleges hatalom a helyi grófok és hercegek kezébe került és a gazdag városok is gyakorlatilag függetlenül döntöttek az ügyeikben. A mai Hollandiát ténylegesen Holland grófja, Gelre és Brabant hercegei, valamint Utrecht püspöke uralta. Északon Frieslandnak és Groningennek sikerült megtartania függetlenségét, hűbérúr hiányában a köznemesség irányította őket.
Ezek a feudális államok szinte folyamatosan háborúztak egymással. Gelre és Holland konfliktusának fő oka az Utrecht fölötti befolyás megszerzése volt. 1000-ben az utrechti püspök még a mai Hollandia területének több mint a felét birtokolta, de aztán a püspökválasztási harcok következtében hatalma lehanyatlott, míg a szomszédos grófságok és hercegségek dinasztiái stabilabbaknak bizonyultak. A korábban Utrechthez tartozó Groningen, Drenthe és Gelre nagy része kivívta függetlenségét. Brabant is megpróbálta meghódítani szomszédait, de nem járt sikerrel. Holland eközben Zeelandot és Frieslandot próbálta bekebelezni, de hasonlóan sikertelennek bizonyult.
A Holland grófságának területén élő frízek (Westfriesland régió) vagy elköltöztek vagy beolvadtak az észak felé terjeszkedő frank–holland népességbe. A többi, Frieslandon élő fríz sokáig megtartotta függetlenségét, a feudális rendszertől eltérő saját intézményeit (ún. fríz szabadság). Harci kiáltásuk is az volt, hogy „inkább halott, mint rabszolga”. Függetlenségüket 1498-ban veszítették el, miután Szász-Meisseni Albert herceg landsknechtjei legyőzték őket.

### A Hollandi Grófság felemelkedése
Holland elődjét még a német-római császár engedte át Rorik viking vezérnek 862-ben. Utódai uralma alatt a grófság mind területében, mind erejében gyarapodott. A 11. század elején III. Dirk gróf sikeresen ellenállt hűbérurának, Alsó-Lotaringia hercegének, amikor az ellene vonult, mert a gróf az engedélye nélkül vámot szedett a Maas torkolatánál. A „Holland” név (a Dél-Holland tartomány és Észak-Holland déli felét takarva) 1083-ban jelenik meg először. A következő két évszázadban sikeresen terjeszkedett: meghódították Zeeland legnagyobb részét, 1289-ben pedig V. Floris országához csatolta Nyugat-Fríziát (a mai Észak-Hollandia északi felét).
A tengermenti zóna a római időszaktól egészen 1100-ig jórészt lakatlan volt, de ekkor az utrechti és flamand parasztok, felhasználva a mezőgazdasági technológiában történt fejlődést, lecsapolták a mocsarakat, és művelésbe vették az addig elhanyagolt területet. Az addig lakatlan régió néhány nemzedék alatt benépesült. Az itteni lakosok Európa nagy részétől eltérően nem annyira falvakba tömörültek, hanem inkább különálló tanyákon éltek. A népesség gyorsan nőtt, új városok jöttek létre (főleg a kolostorok és várak mellett), a meglevők tovább gyarapodtak, és a kereskedelem erősödésével létrejött egy városi középosztály. A városok arra használták gazdagságukat, hogy jogokat és privilégiumokat vásároljanak a hűbéruraktól; ezek elsősorban arra vonatkoztak, hogy saját ügyeiket maguk intézhessék és saját rendeleteket hozhassanak. A gyakorlatban ez azzal járt, hogy a leggazdagabb városok (mint Brugge vagy Antwerpen) kvázi-független köztársaságokká váltak.
1350 és 1490 között több háborúra is sor került két politikai frakció között, ezek voltak az ún. „horog és tőkehal” háborúk. A konfliktusok névleges oka a grófi cím örökösödése volt, de egyes vélemények szerint ténylegesen a főnemesség és a városok gazdag polgársága küzdött egymással a politikai hatalomért. A Tőkehal-frakciót a nagyvárosok támogatták, míg a Horog-frakció a konzervatív nemesség pártja volt. A konfliktus nemzedékeken át tartott, és végül az zárta le, amikor Jó Fülöp burgundiai herceg sorra országához csatolta a németalföldi kis államokat, és 1433-ban Hollandot is bekebelezte, miután Jacqueline grófnő „önként” átadta neki birtokait. Fülöp a mai Belgium és Hollandia nagy részét saját uralma alatt egyesítette, és ezzel önkéntelenül is hozzájárult ahhoz, hogy létrejöjjön a hollandok nemzeti öntudata. Korábban a németalföldiek a városukkal, grófságukkal azonosították magukat, vagy egyszerűen csak a Német-római Birodalom alattvalójának tartották magukat.

## Burgund-Németalföld és Habsburg-Németalföld (1433–1567)

Németalföld a 14. században

A 15. században Németalföld kereskedelme gyors ütemben növekedett, főleg a tengeri szállításban jeleskedtek. Az erős központi hatalom képes volt megvédeni kereskedelmi érdekeiket. Flottájuk, több alkalommal is felülkerekedett a Hanza-szövetség hajóhadán. Amszterdam ebben az időben már a balti gabonaszállítmányok fő európai fogadóállomásává nőtte ki magát, és a gabona innen indult tovább a mai Belgium, Észak-Franciaország és Anglia városaiba. A kereskedelem ekkorra már létfontosságúvá vált, mert Holland önmagában nem volt képes ellátni megnövekedett népessége élelmiszerszükségletét.

### Habsburg-uralom
Merész Károly burgundiai herceg 1477. január 5-én elesett a nancyi csatában és egyetlen gyereke, a 19 éves Mária örökölte hatalmas birodalmát. Mária a leányági örökösödés elismerése fejében február 10-én visszaadta Flandriának, Brabantnak, Hainaut-nak és Hollandnak mindazokat a jogokat és privilégiumaikat, amelyeket centralizált államot létrehozni kívánó elődei megszüntettek. Ezenkívül ígéretet tett, hogy egyetértésük nélkül nem üzen hadat, nem köt békét vagy emel adót, és ezekben az államokban csak helybeliek viselhettek fontos tisztséget. Máriának két kérője volt: XI. Lajos francia király fia, Károly és III. Frigyes német-római császár fia, Miksa. Lajos megszállta a Burgundiai hercegség országával szomszédos határvidékét, így a burgund–francia viszony igen feszültté vált. Mária végül Miksát választotta, de a háború elkerülése érdekében Burgundiát felosztották: a kelet-francia országrész Franciaországhoz került, Németalföld pedig Máriáé és Habsburg-dinasztiához tartozó utódaié maradt. Fia, Szép Fülöp Johanna kasztíliai királynőt vette feleségül, így az ibériai ország uralkodójává vált. Fülöp és Johanna legidősebb fia, Károly pedig hatalmas birodalmat örökölt, amelybe beletartozott Ausztria, Spanyolország és Németalföld is.

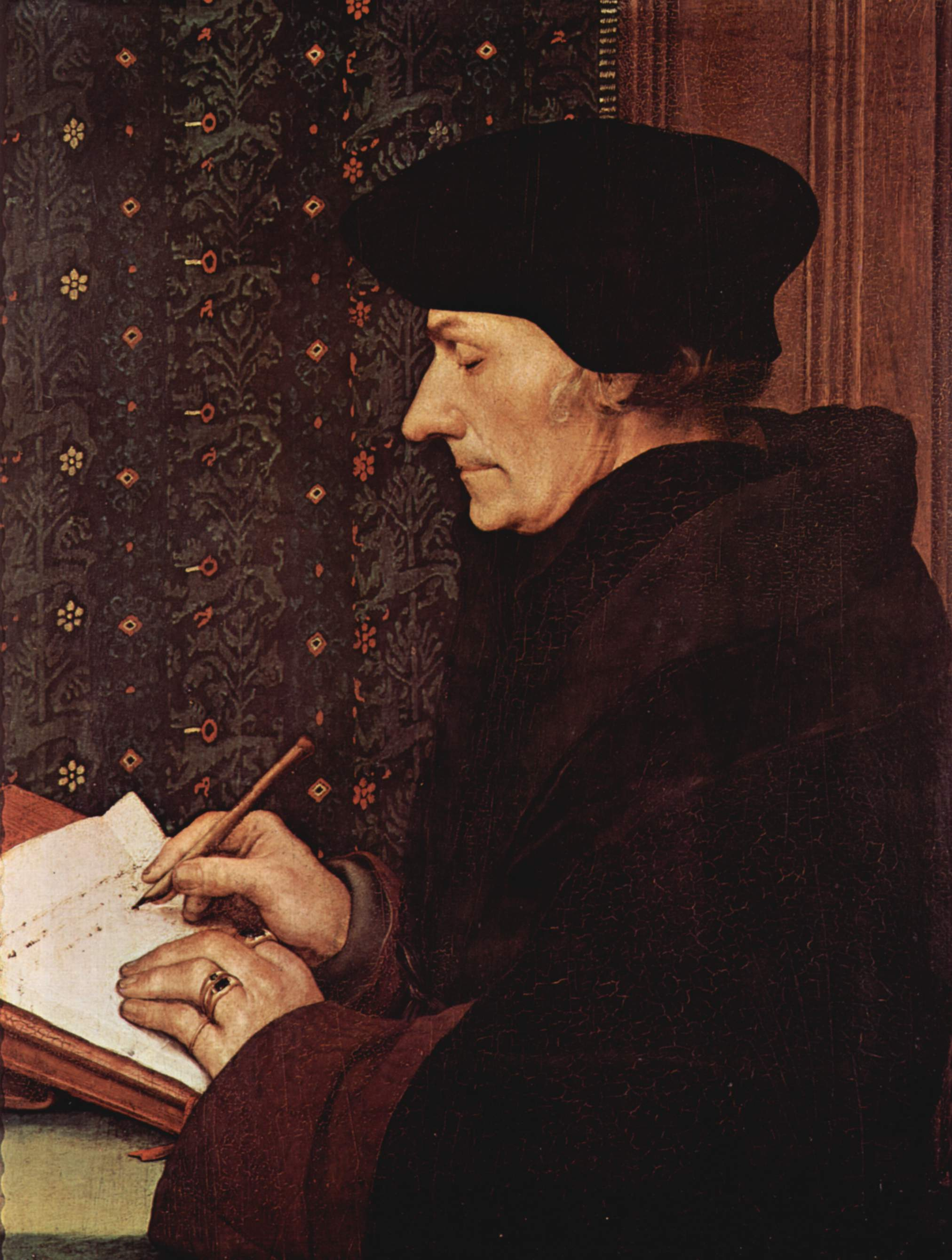
Rotterdami Erasmus (ifj. Hans Holbein képe, 1523)

Károly maga is Flandriában, Gent városában született, és mind a franciát, mind a hollandot anyanyelvi szinten beszélte. 1506-ban, hatévesen megörökölte apjától Németalföldet; nagykorúvá válásáig nagynénje, Ausztriai Margit kormányzott helyette régensként. Mivel a francia király jogot formált Flandriára, hűbéresküt követelt Károlytól is, ahogyan korábban apjától. Mivel Károly ezt nem volt hajlandó megadni, hosszú háborúskodás kezdődött, amelynek végén, 1528-ban Franciaország lemondott Flandriáról.
1515-ben Pier Gerlofs Donia és Wijard Jelckama vezetésével fellázadtak a fríz parasztok. A lázadás eleinte teret nyert, de Károlynak több alkalommal is sikerült vereséget mérni a parasztokra, még végül 1523-ban a vezetőket is elfogták és lefejezték. Károlynak sikerült kiterjesztenie hatalmát Tournai-re, Artois-ra, Utrechtre, Groningenre és Gueldersre. Ő volt az, aki egyesítette a németalföldi Tizenhét tartományt. 1549-ben kiadott Pragmatica sanctió-jában kijelentette, hogy a Tizenhét tartomány politikai egységet képvisel, amely a későbbiekben egységesen öröklődik.
Németalföld igen fontos szerepet játszott Károly életében. Nem csak azért, mert ott töltötte gyerekkorát, és azt érezte otthonának, de adóival a birodalmi kincstár egyik legfontosabb feltöltőjének számított. A régió is alapvetően lojális maradt a császárhoz, bár Gent 1539-ben fellázadt a súlyos adók miatt. A felkelést gyorsan leverték.

### A reformáció

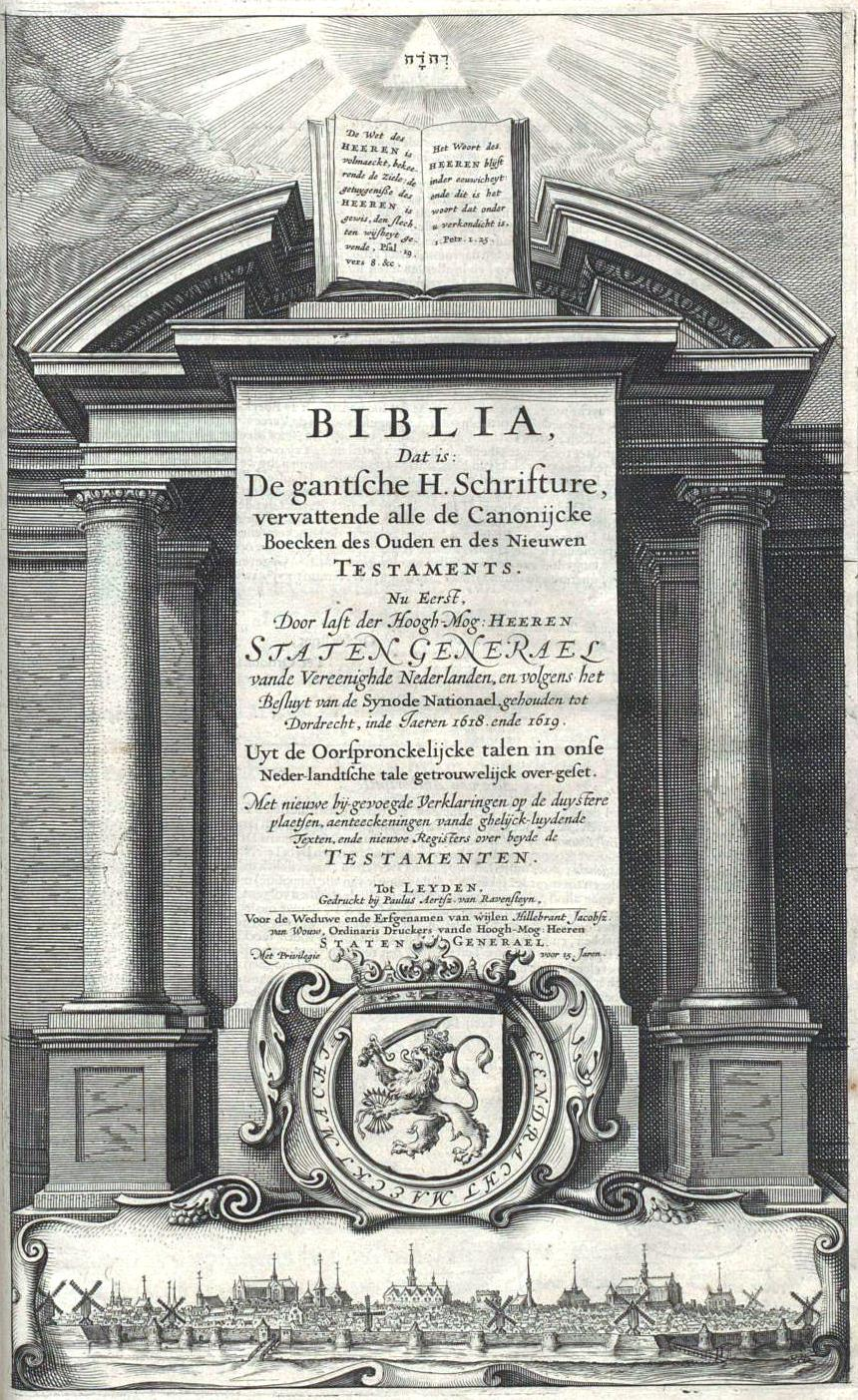
Az első hollandra fordított Biblia

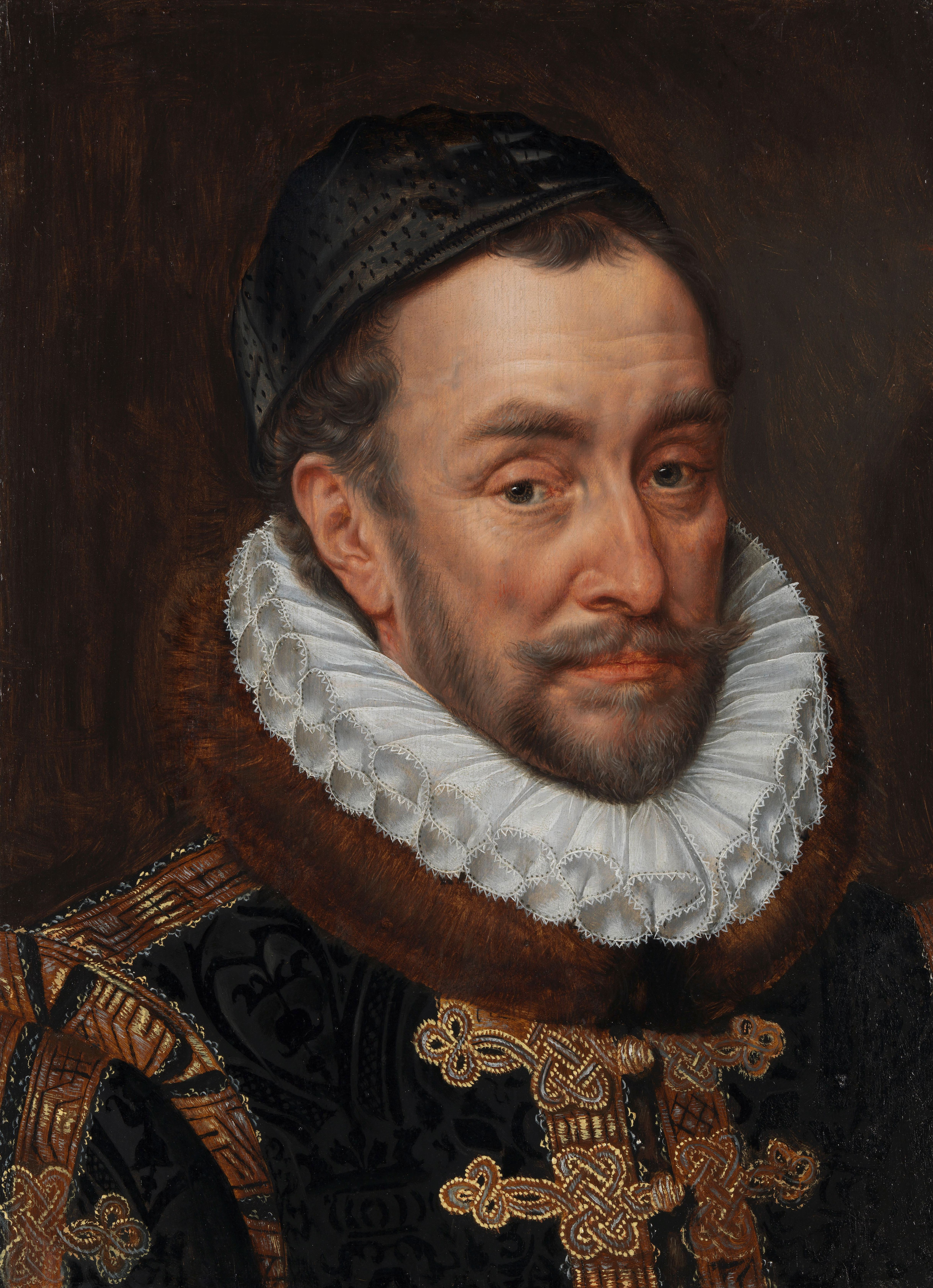
Vilmos orániai herceg

A reformáció megindulása után a protestantizmus gyors terjedésnek indult Észak-Európában. Németalföldön a hatóságok kezdetben tolerálták őket, így az 1560-as évekre a protestánsok jelentékeny – bár ekkor még kisebbségben levő – közösséget alkottak. Az első lutheránus hullám főleg Dél-Németalföld és Antwerpen gazdag polgárai között hódított, de a spanyol hatóságoknak ezt a mozgalmat még sikerült elfojtaniuk. A második reformációs hullám az anabaptizmus megjelenésével jelentkezett. Az apokalipszis közeli eljövetelét és társadalmi egyenlőséget hirdető mozgalom főleg Holland és Friesland földművesei között volt népszerű. Egyik kiemelkedő alakjuk, Menno Simons megalapította a mennonita egyházat. Északon elnézték a működésüket, de széles körben nem tudtak elterjedni.
A harmadik és leginkább tartósnak bizonyuló hullám a kálvinizmus volt, amely 1540 körül érkezett Hollandiába, és főleg Flandriában szerzett sok hívet, mind a köznép, mind a társadalom felső rétegei körében.
V. Károly uralkodása kései szakaszában és főleg fia, II. Fülöp azonban üldözni kezdte a katolikus egyház által eretnekségnek tartott új vallást, amelyben a birodalom egységét és stabilitását veszélyeztető tényezőt is láttak. Másrészről viszont az erősen moralista holland protestánsok istenfélő, egyszerű életmódjukat erkölcsileg felsőbbrendűnek érezték, mint a katolikus főpapság tékozlását és felszínes vallásosságát. A spanyolországi uralkodók egyre keményebb büntetőintézkedései fokozták a társadalom nyugtalanságát. A század második felében még inkább elmérgesedett a helyzet; Fülöp katonasággal akarta elfojtani a kezdődő lázadást, és erőszakkal rekatolizálni a hollandokat. 1566-ban a fellázadó kálvinisták elkezdték kidobálni a templomokból a szentek szobrait és képeit. Ugyanebben az évben Orániai (Csendes) Vilmos vezetésével megkezdődött a nyolcvanéves háború a holland függetlenség kivívása érdekében. A kálvinista többségű Holland és Zeeland 1572-ben csatlakozott Vilmoshoz, de Németalföld déli tartományai katolikus többségűek maradtak.

### A háború előzményei
Németalföld a 16. század középre Európa egyik leggazdagabb és legiparosodottabb régiójává vált. Népessége 1560-ra elérte a 3 millió főt és 25 városnak volt 10 ezernél több lakosa, amivel a kontinens leginkább urbanizált vidékének számított. A százezres Antwerpen Észak-Európa egyik legfontosabb kereskedelmi és pénzügyi központja volt. A németalföldi szövőipar számított a spanyol és angol gyapjútermelés elsődleges felvevőjének; az Angliával folytatott kereskedelem magában 24 millió aranyforintot tett ki.
1567-ben II. Fülöp parancsára Fernando Alvarez de Toledo, Alba hercege a kálvinista felkelők ellen vonult. Vezéreiket, Lamoraalt, Egmont grófját és Philippe de Montmorencyt, Horn grófját Brüsszelbe hívta tárgyalni, de amikor azok megjelentek, lefogták és kivégezték őket. A lázadók harmadik vezéregyénisége, Vilmos orániai herceg Németországba menekült, Alba hercege pedig szabad utat adott az inkvizíciónak.

## A nyolcvanéves háború

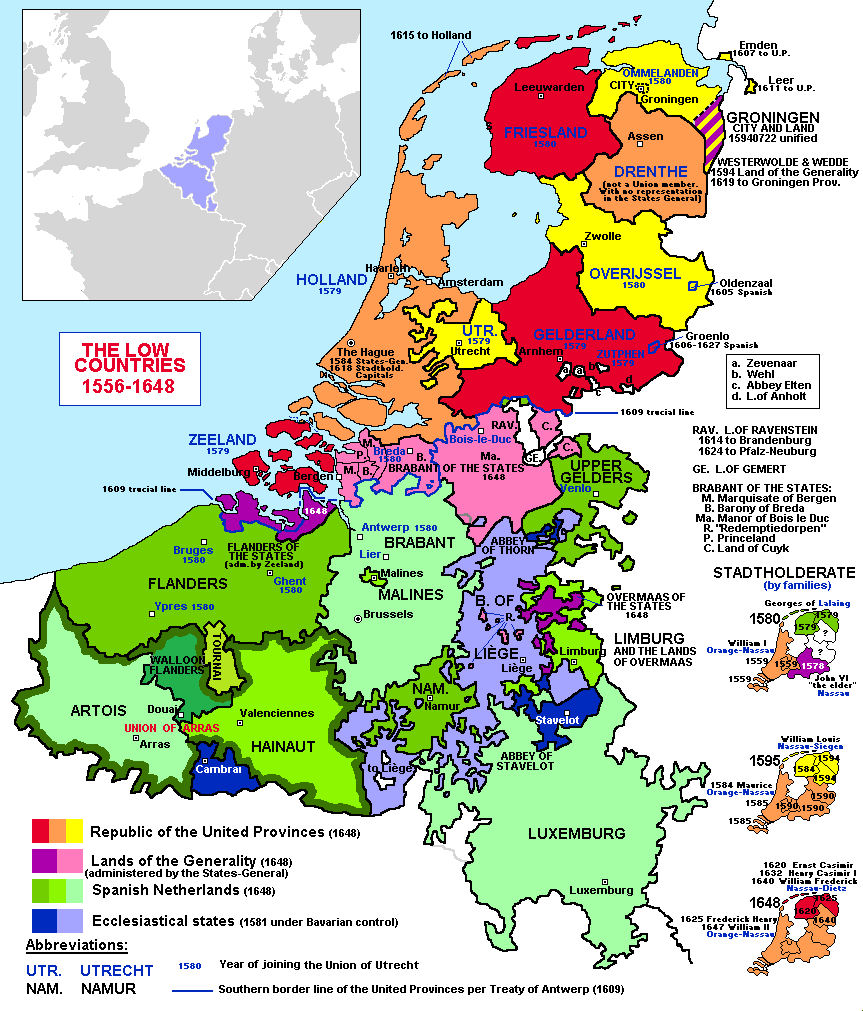
Németalföld a nyolcvanéves háborúban (1559–1609)

A holland függetlenségi háború vagy nyolcvanéves háború 1568–tól egészen 1648-ig tartott. Első ötven évében, 1618-ig kizárólag Spanyolország és a holland tartományok között zajlott, az ezután következő szakasza viszont az egész Európára kiterjedő harmincéves háború egyik hadszínterévé vált. A hét lázadó tartomány 1579-ben az utrechti unióval egyesült, és létrehozták a Hét Holland Egyesült Tartomány Köztársaságát (vagy Egyesült Tartományokat). Két évvel később, 1581-ben trónfosztottnak nyilvánították a Habsburg-királyt és kikiáltották függetlenségüket.
A holland szabadságharc első szakaszának vezére Orániai Vilmos volt (akire a mai holland királyi család visszavezeti családfáját). A legelső években a spanyol hadsereg diadalmasan vonult előre, de Holland tartományban az ostromok során megakasztották őket. A katolikus spanyolok több városban vérengzéseket hajtottak végre, az egyik legismertebb Antwerpen 1576-os kifosztása volt, amely során tízezer polgárt gyilkoltak le. Alba hercegének kíméletlensége azonban a felkelők pártjára állította a hollandokat, így a király Alessandro Farnese pármai herceget nevezte ki a hadműveletek élére. Farnese nagylelkű feltételeket szabott a magukat megadó városoknak, visszafogta a fosztogatásokat, meghagyta a polgárok régi kiváltságait, és nem követelt azonnali rekatolizációt. A dél-németalföldi katolikusok az ő pártjára álltak és a spanyoloknak sikerült megszállniuk nagyjából a mai Belgium területét. A protestánsok északra menekültek, többek között Antwerpen lakosságának fele, Brügge és Gent háromnegyede, valamint Nieuwpoort és Dunkerque összes lakója.
A háború ezután még fél évszázadig húzódott, de a frontvonalak megmerevedtek. A fegyvernyugvást a harmincéves háborút lezáró vesztfáliai béke hozta el, amely megerősítette az Egyesült Tartományok függetlenségét. Az ország egyúttal elhagyta a Német-római Birodalmat is, amelynek közel ezer éve része volt.
A szabadságharc kezdetén a kálvinisták elnyomták a katolikus kisebbséget. 1572 után viszont, az ellenreformáció meghirdetésével párhuzamosan megerősödött a katolikusok mozgalma. Papi szemináriumokat alapítottak, megreformálták az egyházszervezetet, és hittérítőket küldtek a protestáns körzetekbe. A hatóságok gyakran zaklatták vagy le is tartóztatták őket, de ennek ellenére a lakosság mintegy egyharmadában stabilizálódott a katolikusok aránya. Legerősebb az ország délkeleti részén maradt a befolyásuk.

## Hollandia aranykora

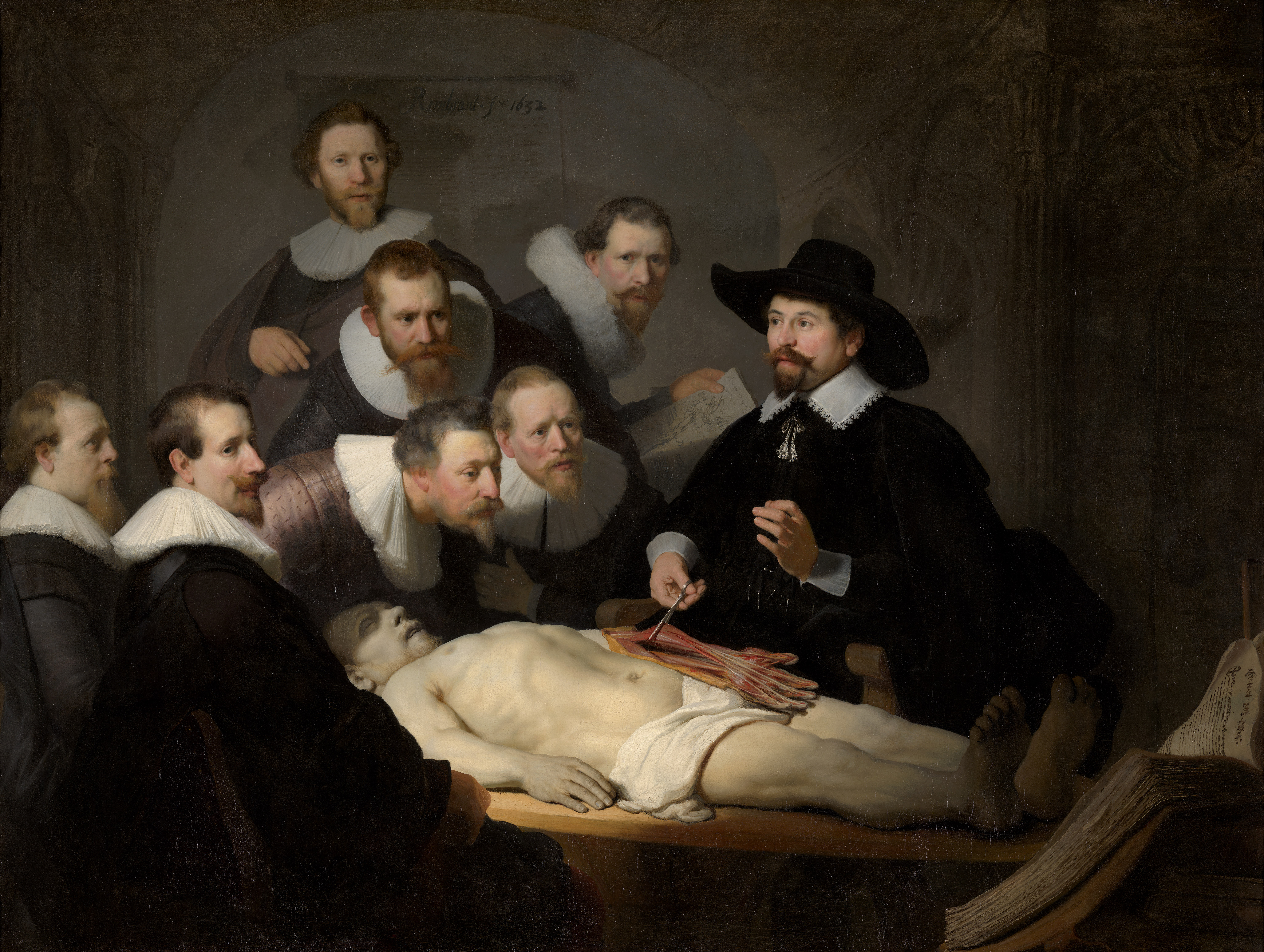
Dr. Tulp anatómiája (Rembrandt, 1632)

Flandria spanyol megszállását, illetve a protestánsok északra menekülését követően az Egyesült Tartományok vált Észak-Európa legfontosabb kereskedelmi központjává. A háború ellenére virágzott a kereskedelem, az ipar, a tudomány és a művészetek. A 17–18. században Hollandia a tudományos és gazdasági fejlettség élvonalába tartozott. Bár a nevezetes tulipánspekuláció a világ első tőzsdekrachjaként 1637-ben bedöntötte a tőzsdét, a válság hamar elmúlt.
A hollandok hatalmas kereskedőflottát és az azt védelmező haditengerészetet állítottak fel; ezt elősegítette a fűrészmalmok széleskörű elterjedése. A hagyományosan tengerjáró hollandok egyre nagyobb szeletet hasítottak maguknak a világkereskedelemből, elsősorban a portugálok és a spanyolok kárára. 1602-ben megalakult a Holland Kelet-indiai Társaság (Verenigde Oostindische Compagnie, VOC), a világ első nemzetközi cége. A részvényeivel való kereskedés alapozta meg az amszterdami részvénytőzsdét. A VOC a 17. századra a világ legnagyobb vállalkozásává nőtte ki magát. A növekvő kereskedelem finanszírozására 1609-ben megalakult az Amszterdami Bank, a nemzeti bankok elődje.
A hollandok bálnára vadásztak a Spitzbergáknál, fűszereket hoztak be Indiából és az indonéz szigetvilágból, gyarmatokat alapítottak Észak-Amerikában (New York), a karibi térségben és Dél-Afrikában. Ezen felül elhódították a portugálok gyarmatait Északkelet-Brazíliában, Angolában, Indonéziában és Sri Lankán. 1640-ben megszerezték a Japánnal való kereskedelmi monopóliumot.
Európán belül is kihasználták kedvező fekvésüket, hogy éppen az észak–déli tengeri útvonal és a Rajnán keresztül a Németország belsejébe vezető vízi út kereszteződésében élnek. Holland hajók szállították a francia és a portugál bort a balti térségbe, hogy onnan gabonát hozzanak a Mediterráneum számára. Az 1680-as évekre évente ezer holland hajó fordult meg a Balti-tengeren.

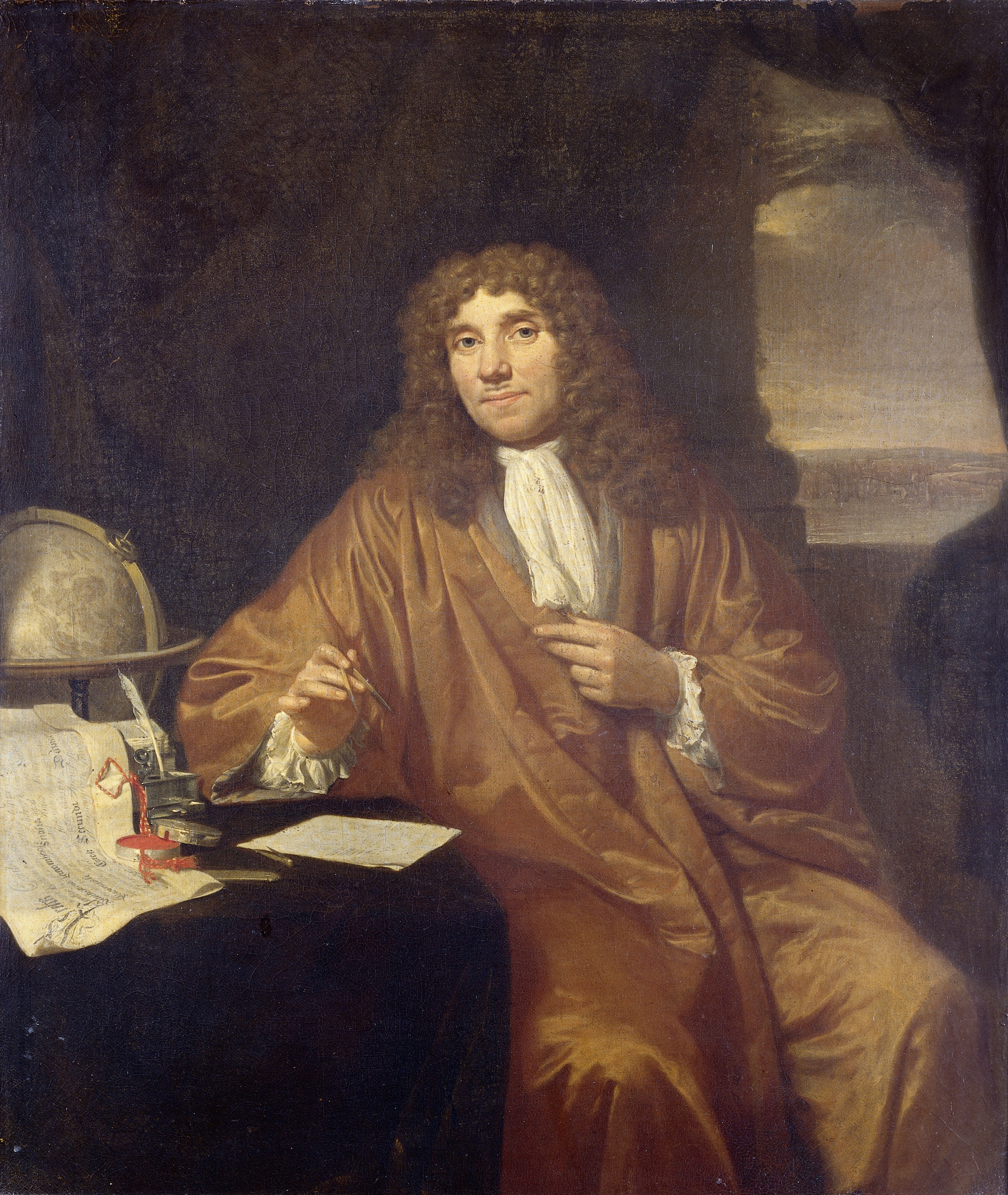
Antonie van Leeuwenhoek

Németalföldön már a 16. század elején meggyökeresedett a reneszánsz humanizmus, amelynek legismertebb helyi képviselője Desiderius Erasmus (kb. 1466–1536) volt. Ennek köszönhetően az általános toleráns légkör idevonzotta más országok vallási menekültjeit, mint a gazdag portugál zsidókat, vagy 1685 után a magasan képzett francia hugenottákat. A toleranciának azért megvoltak a maga határai, ahogy a filozófus Baruch Spinoza (1632–1677) hányattatásai is bizonyítják. Többek között a menekült tudósoknak köszönhette virágzását a korabeli Európa tudományos életének egyik legfontosabb központja, az Orániai Vilmos által 1575-ben alapított leideni egyetem. Itt dolgozott 1628–1649 között a francia René Descartes is. A szigorú vallási doktrínákat feszegető filozófiai vagy tudományos könyvek nagy része Hollandiában jelent meg, és onnan titokban terjesztették őket a kontinensen.

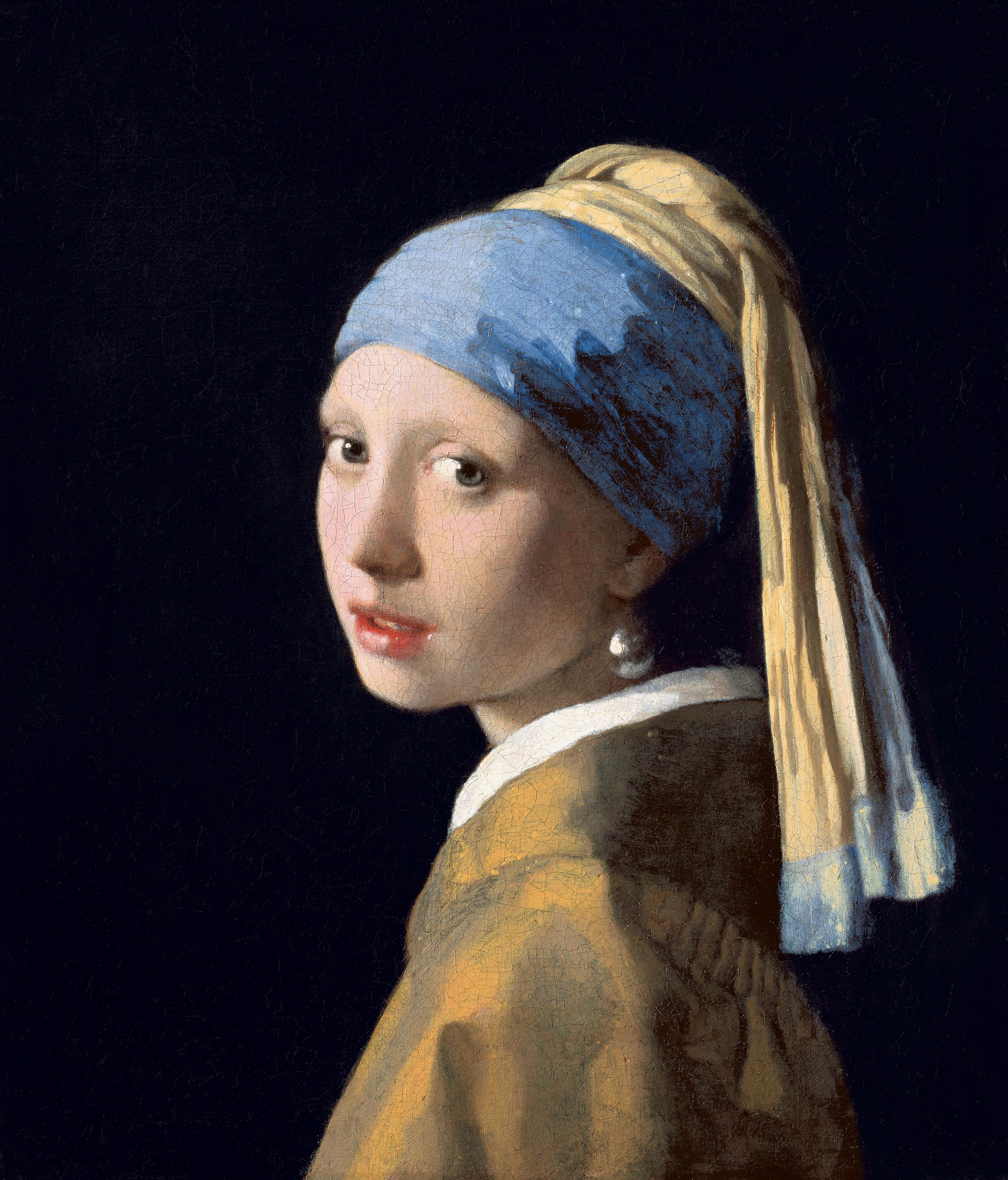
Leány gyöngy fülbevalóval (Jan Vermeer)

A korabeli híres holland tudósok közé tartozik a fizikus, csillagász és matematikus Christiaan Huygens (1629–1695), az ingaóra feltalálója; az optikus Anton van Leeuwenhoek, akinek a mikroszkópot köszönhetjük; vagy Jan Leeghwater (1575–1650) vízmérnök, akinek Hollandia a tenger elleni állandó harcban köszönhetett sokat.
A 17. századi Hollandiában a művészetek közül főleg a festészet virágzott. A korábbi évszázadokhoz képest az egyházi művészet szinte teljesen megszűnt; helyette a gazdag középosztály megrendelésére készültek portrék, csendéletek, tájképek, vagy történelmi témájú festmények. A korszak legismertebb holland festői Rembrandt, Vermeer, a tájképeiről ismert Jacob van Ruisdael vagy a portréfestő Frans Hals. A domináns irányzatok közé tartozott a haarlemi manierizmus, az utrechti caravaggizmus, a delfti iskola vagy a leideni fijnschilderek. A kor holland irodalmának jelentősebb alakjai Gerbrand Adriaenszoon Bredero, Jacob Cats, Pieter Corneliszoon Hooft és Joost van den Vondel voltak.

## A holland köztársaság virágzása és hanyatlása (1649–1784)
Hollandia a 17. és 18. században szinte egyedülálló módon köztársaság volt, vagyis nem király, hanem régensek (regenten) kormányozták. A városok és tartományok széleskörű autonómiával rendelkeztek. Az egyes tartományok élén rendszerint az Orániai-házból származó kormányzók (stadhouder) álltak, és nem volt ritka hogy több tartományt egy kormányzó vezetett. A köztársaság teljes egészére vonatkozó ügyeket az országgyűlés (Staten-Generaal) tárgyalta.

### Az első kormányzó nélküli időszak és az angol–holland háborúk (1650–1674)

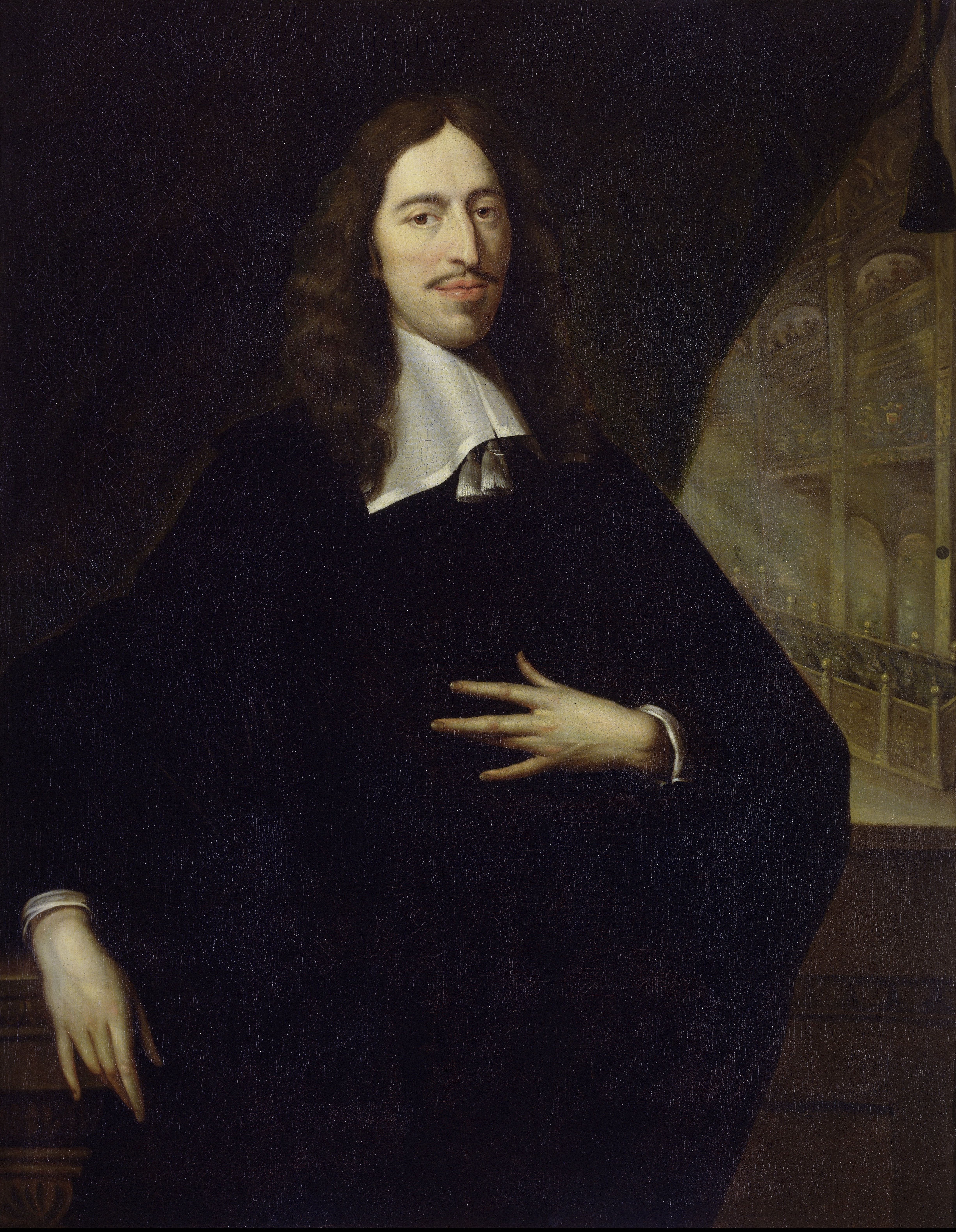
Johan de Witt

A függetlenségi háború során egyre feszültebbé vált a viszony az Oránia–Nassaui-házból származó katonai parancsnokok és a kereskedőpatríciusok között. Az orániaiak központosított államot akartak, katonai megoldásokat kerestek, és a vidéki földbirtokosságot képviselték. A városi polgárságot reprezentáló kereskedők a köztársaság pártján álltak, a helyi autonómia és a béke hívei voltak. 1650-ben II. Vilmos orániai herceg hirtelen meghalt egy újszülött fiút hagyva maga után; így az orániai párt vezető nélkül maradt. A polgári régensek kihasználták az alkalmat, és 22 évre megakadályozták a kormányzók kinevezését. Az ország politikáját gyakorlatilag a republikánus Johan de Witt határozta meg.
A világkereskedelem irányításában Hollandia legnagyobb riválisa ekkor Anglia volt, és a hollandok igyekeztek akkora flottát kiépíteni, hogy versenyre kelhessenek a hagyományosan erős angol haditengerészettel. A két ország 1652 és 1674 között háromszor is háborúzott a tengerek fölötti dominancia érdekében.
1651-ben az angol Csonka Parlament elfogadta a hajózási törvényt, ami megtiltotta, hogy külföldi hajók Anglia vagy gyarmatai kikötőjébe árut szállítsanak. A törvény sértette a holland érdekeket, és egy incidens követően kitört az első angol–holland háború. A konfliktus 1652 és 1654 között zajlott és westminsteri békével zárult, amely helybenhagyta a hajózási törvényt.
1660-ban az angol monarchia restaurációja után II. Károly király nyomást akart gyakorolni Hollandiára, hogy válasszák kormányzóvá unokaöccsét, Orániai Vilmost. Hogy emellett gyengítse is a holland flottát és kereskedelmi potenciált 1665-ben hadat üzent Amszterdamnak. A konfliktus kezdetén az angolok álltak nyerésre, és több holland hajót lefoglaltak. 1667 júniusában azonban a medwayi tengeri csata jelentős holland győzelemmel ért véget, és az angol kereskedelem súlyos károkat szenvedett; a kincstár pedig kiürült. A németalföldi flotta fölénybe került, a holland köztársaság hatalma csúcspontjára érkezett.

### A francia–holland háború (1672–1702)

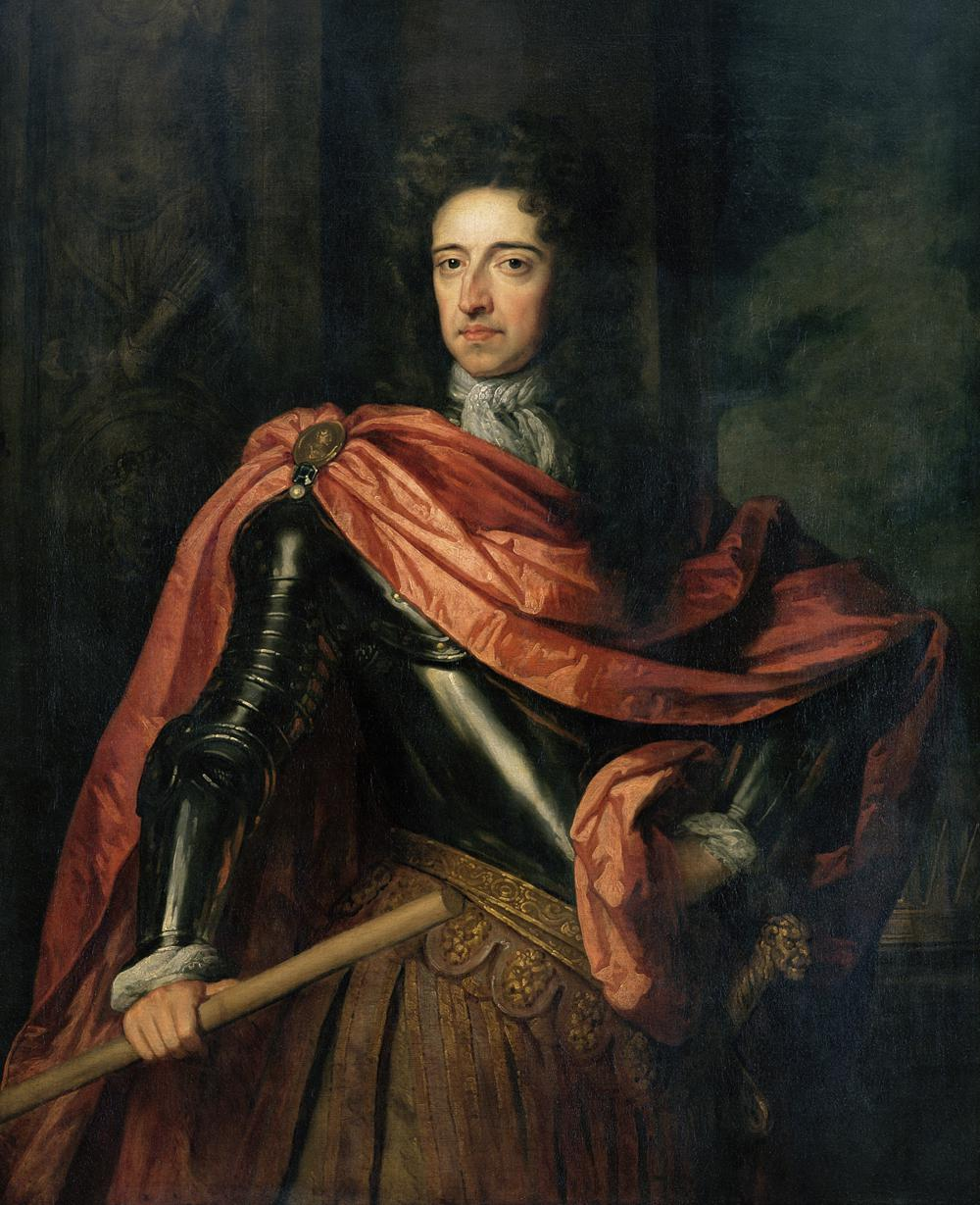
III. Vilmos orániai herceg és angol király

1672-ben aztán elérkezett "a katasztrófa éve" (Rampjaar). Anglia hadat üzent, utána pedig Franciaország (és szövetségesei, Köln és Münster) szárazföldön vonult a köztársaság ellen. A közvélemény Johan de Wittet és testvérét, Cornelist kiáltotta ki bűnbaknak a diplomáciai fiaskóért, és meglincselték őket. Az ország vezetőjévé kormányzóként Orániai Vilmost választották.
Az angol–francia partraszállási kísérletet a Michiel de Ruyter vezette holland flotta kétségbeesett erőfeszítéssel megakadályozta. A franciák szárazföldi előrenyomulását a gátak átvágásával és a síkvidék elárasztásával állították meg. A baráti német hercegségek segítségével sikerült visszaszorítani a münsteri és kölni hadsereget, majd némi területi áldozattal békét kötöttek velük. 1674-ben a második westminsteri békében megállapodtak az angolokkal, majd az 1678-as nijmegeni békében a franciákkal is.
1688-ban újból válságba került az angol–holland viszony. Az angol protestáns arisztokraták Vilmos segítségét kérték apósa, a katolikus II. Jakab király ellen. (Vilmos ugyanis 1677-ben feleségül vette legidősebb lányát, Máriát.) Vilmos nagy kockázatot vállalva partra szállt a szigetországban és megindította az ún. dicsőséges forradalmat. Jakab Franciaországba menekült, Vilmos pedig társuralkodóként az angol trónra került. Ezáltal a két ország egymással szövetségben tudott harcolni XIV. Lajos Franciaországa ellen. Vilmos egészen 1702-es haláláig parancsnokolta a holland és angol flottát. Az együttműködés a spanyol örökösödési háborúban is megmaradt, és sikerült megszállniuk Flandriát és Brabantot, míg 1713-ban a brit belpolitikai válság miatt össze nem omlott a szövetség.

### A második kormányzó nélküli időszak (1702–1747)

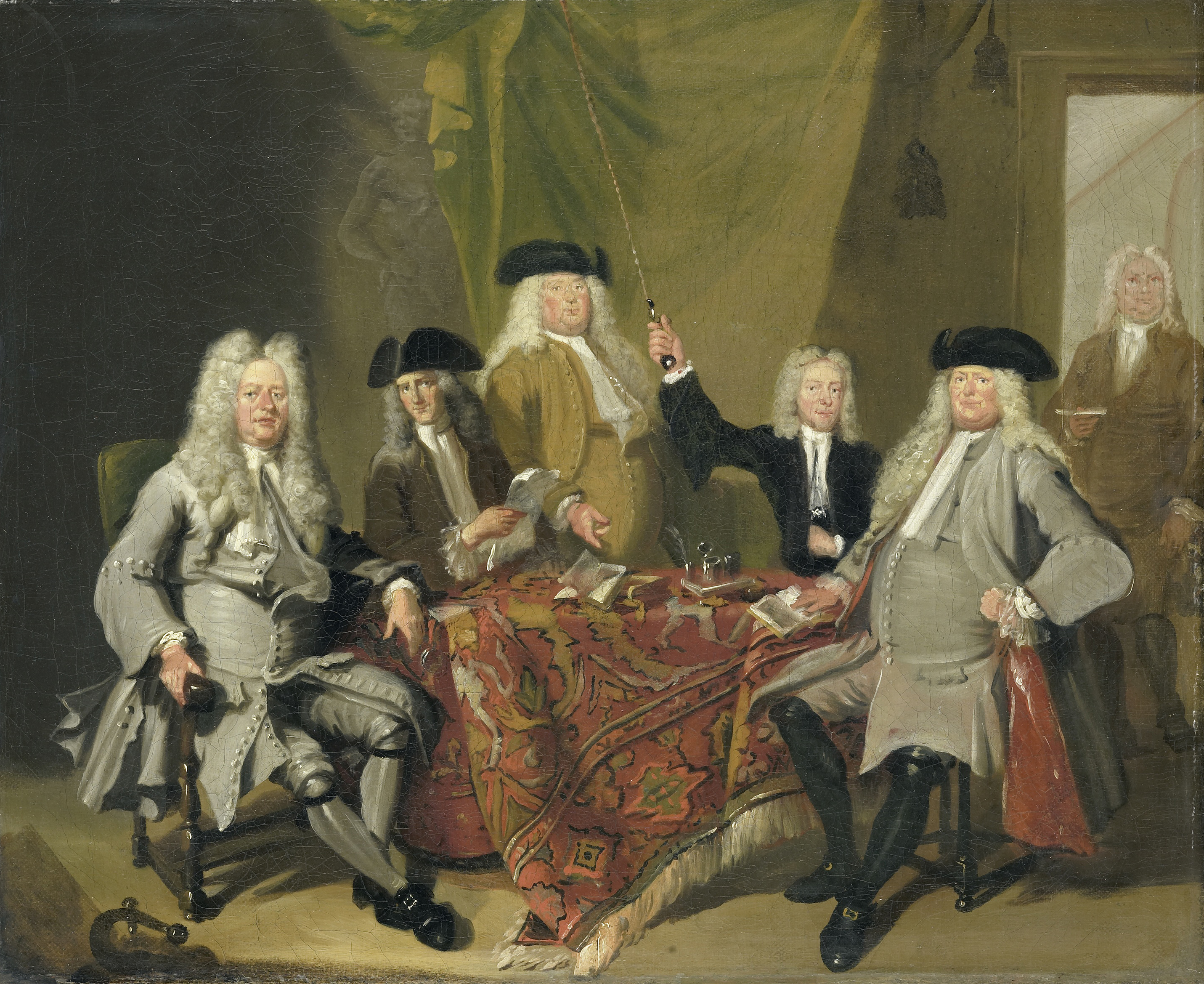
Az amszterdami orvosi kollégium inspektorai (Cornelis Troost képe, 1724)

III. Vilmos halála után Holland, Zeeland és Utrecht tartományok kormányzó nélkül maradtak (a többi tartomány a Nassau-Dietz házból választott vezetőt) egészen IV. Vilmos 1747-es megválasztásáig.
Ebben az időszakban a köztársaság elvesztette nagyhatalmi státuszát, és világkereskedelmi elsőbbségét. A gazdasági hanyatlás az ipar visszaesését és a városi lakosság csökkenését hozta magával. A hanyatlás viszonylagos volt, elsődlegesen az okozta, hogy Anglia gyorsabban fejlődött, és átvette a világkereskedelem vezető helyét. A holland ipar is stagnált, és a vagyonos polgárok inkább külföldön fektették be tőkéjüket. A kor végén egy katonai válság miatt megbukott a republikánus párt, és az orániai párt elérte, hogy ismét kormányzó kerüljön a tartományok élére. Hiába kapott azonban a stadhouder szinte diktátori felhatalmazást, az ország helyzete nem javult.

### Az orániai forradalom (1747–1751)
Az osztrák örökösödési háború 1740-es kitörése után Hollandia lassacskán belesodródott a kezdetben osztrák-porosz konfliktusként indult válságba. Poroszországot a franciák és az ő szövetségesei; az osztrákokat Oroszország, Nagy-Britannia (1744 után) és kisebb szövetségesek támogatták. Az Egyesült Tartományok először kinyilvánította semlegességét, de a francia fenyegetés miatt hadseregét 84 ezer főre növelte, és néhány osztrák-németalföldi erődben katonákat állomásoztatott.
A franciák 1744-ben és 1745-ben megtámadták a hollandok által védett Menent és Tournait, ami miatt a köztársaság 1745-ben belépett a háborúba az osztrák oldalon. A franciák azonban 1745 májusában súlyos vereséget mértek a szövetségre a fontenoy-i csatában, a következő évre pedig megszállták Osztrák-Németalföld csaknem minden városát. 1747-ben egy kisebb kontinges a köztársasághoz tartozó Zeeland-Flandriába is bevonult. A franciák megjelenése az ország területén politikai válságot idézett elő, az orániai párt egyre hangosabban követelte egy erőskezű kormányzó kinevezését. IV. Vilmos herceg támogatói (élükön Willem Bentinck van Rhoonnal) a következő évben minden tartományban felülkerekedtek, és átvették a republikánus régensektől a hatalmat. Az erős antikatolikus felhangokkal bíró politikai fordulat nem nélkülözte az erőszakos akciókat sem.

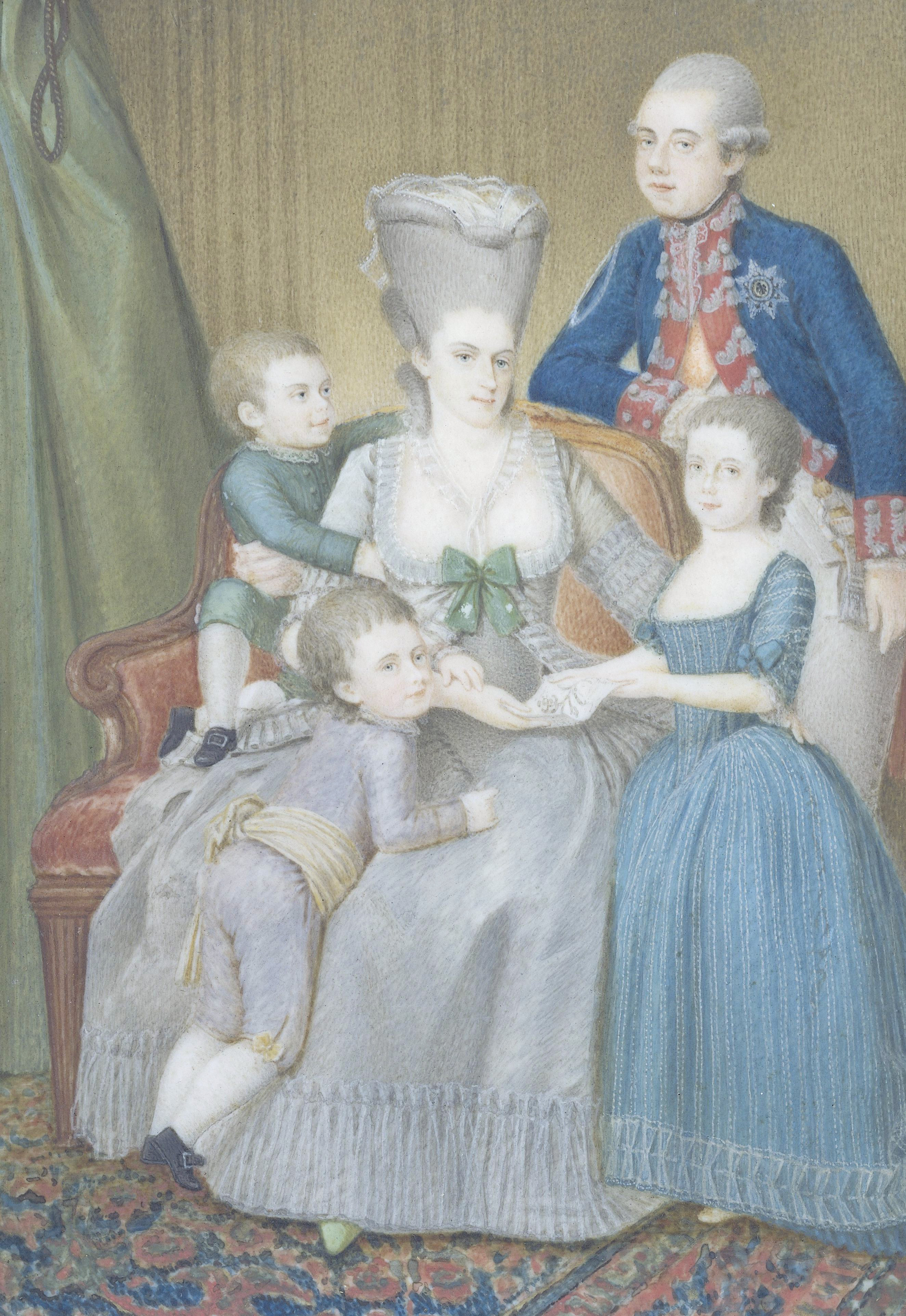
V. Vilmos és családja

A háborút lezáró aacheni béke holland szempontból nem volt kedvezőtlen, a franciák kivonultak Dél-Németalföldről. IV. Vilmos viszont 1751. október 22-én negyvenévesen váratlanul meghalt. Fia, V. Vilmos ekkor még csak hároméves volt, és anyja, Hannoveri Anna régensként uralkodott helyette. Anna elsősorban Bentinckre és kegyencére, Lajos Ernő braunschweig-lüneburgi hercegre támaszkodott, és az ország kormányzása korrupcióba és tehetetlenségbe süllyedt. Vilmos 18 évesen, 1766-ban átvette a stadhouderi címet, a következő évben pedig feleségül vette Hohenzollern Vilhelminát, Nagy Frigyes porosz király unokahúgát.
A hétéves háborúban és az amerikai függetlenségi háborúban Hollandia semleges maradt, a britpárti V. Vilmos (akit egy angol történész „a legmélységesebben tespedt és a végtelenségig ostoba hercegnek” nevezett) meg tudta akadályozni, hogy az amerikaiakat vagy franciákat támogató politikai frakciók bevonják az országot a konfliktusba. Mivel azonban a brit hadihajók rendszeresen átkutatták a semleges hajókat francia csempészáru után kutatva, Hollandia csatlakozott az oroszok által kezdeményezett tengeri fegyveres semlegességi szövetséghez. A konfliktus végül a katasztrofális kimenetelű negyedik angol–holland háborúhoz vezetett 1780 és 1783 között, amelynek során a britek feldúlták a holland gyarmatokat, és egy alkalommal formális tengeri csatára is sor került a két flotta között. A Dogger Bank-i csata elvileg döntetlennel végződött, de a holland kereskedőhajók a kikötőikbe szorultak. A háborúnak az amerikai függetlenségi háborút is lezáró párizsi béke vetett véget, ennek értelmében Nagy-Britannia elvett egy indiai holland gyarmatot, valamint szabadkereskedelmi jogokat kapott a Kelet-Indiákon.

## A francia-batáviai korszak (1785–1815)

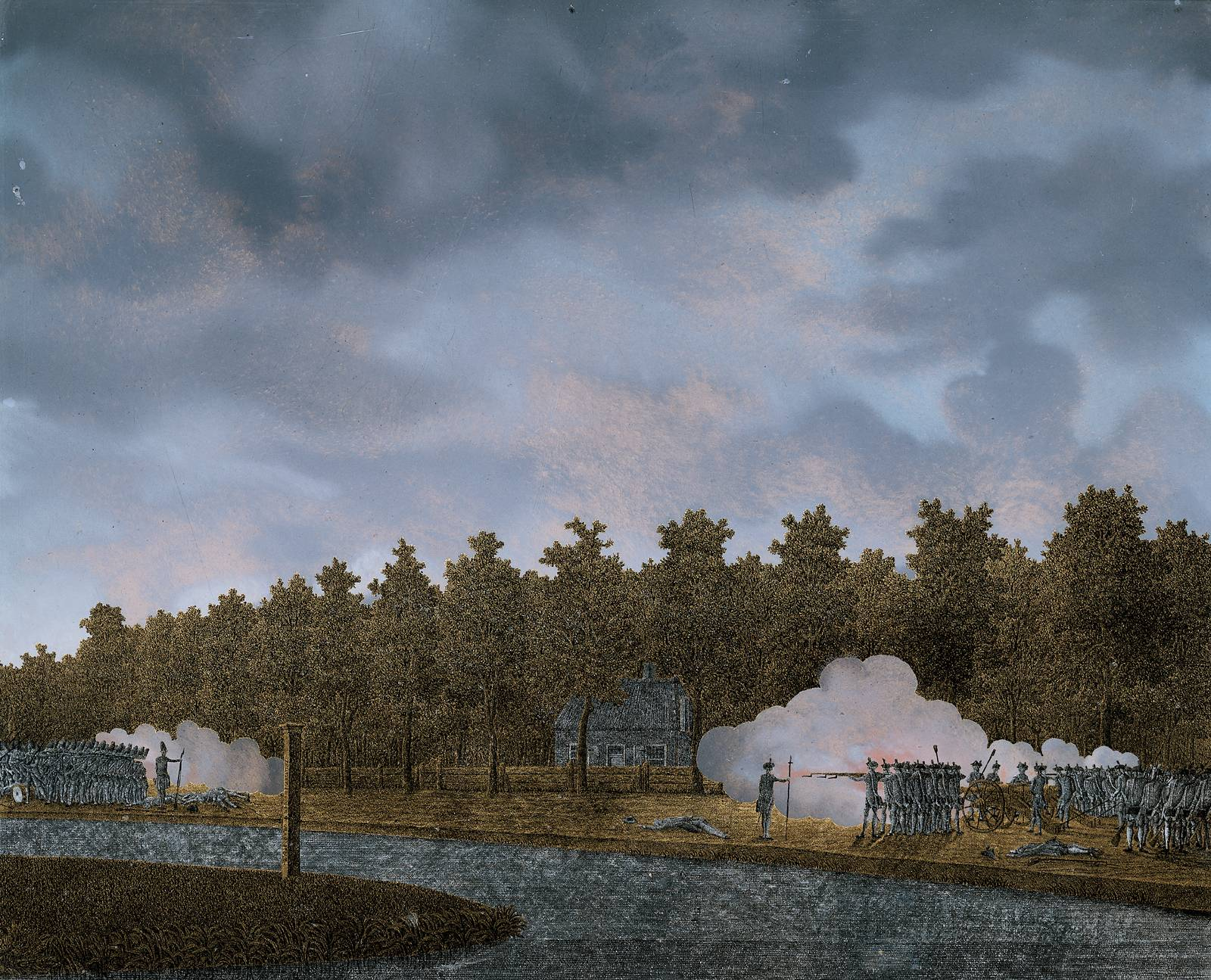
Tűzharc az orániai párt és a felkelők között 1787. május 9-én (Jonas Zeuner képe, 1787)

A vesztes háború utáni elégedetlenséget kihasználva és az amerikai forradalom győzelmén fellelkesülve az orániaellenes ún. hazafiak politikai csoportja demokratikus változásokat próbált elérni a kormányzatban. Forradalmuk a Joan van der Capellen tot den Pol által 1781-ben írt „Hollandia népéhez!” (Aan het Volk van Nederland) c. kiáltványával kezdődött. A főleg a középosztály által támogatott hazafiak a korrupció és V. Vilmos hatalmának csökkentését tűzték zászlajukra. Mozgalmuk 1785-re fegyveres felkeléssé fejlődött. Vilmos Hágából a német határhoz közeli Nijmegenbe költöztette udvarát. 1787 júniusában a herceg felesége, Hohenzollern Vilhelmina (II. Frigyes Vilmos porosz király nővére) Hágába indult, de a felkelők milíciája feltartóztatta, két napig egy farmon tartotta, majd visszakísérte a férjéhez. Poroszország a hercegnőt ért sérelemre hivatkozva katonaságot küldött a forradalom leverésére. A britek által is támogatott és Károly Vilmos braunschweigi herceg által vezetett porosz csapatok dúlva-fosztogatva vonultak be és hamarosan legyűrték a forradalmi milíciát. A hazafiak öt vezetőjét halálra ítélték (bár sikerült elmenekülniük) és a felkelés résztvevői közül mintegy 40 ezren Franciaországba és Brabantba szöktek.

### A Batáviai Köztársaság (1795–1806)

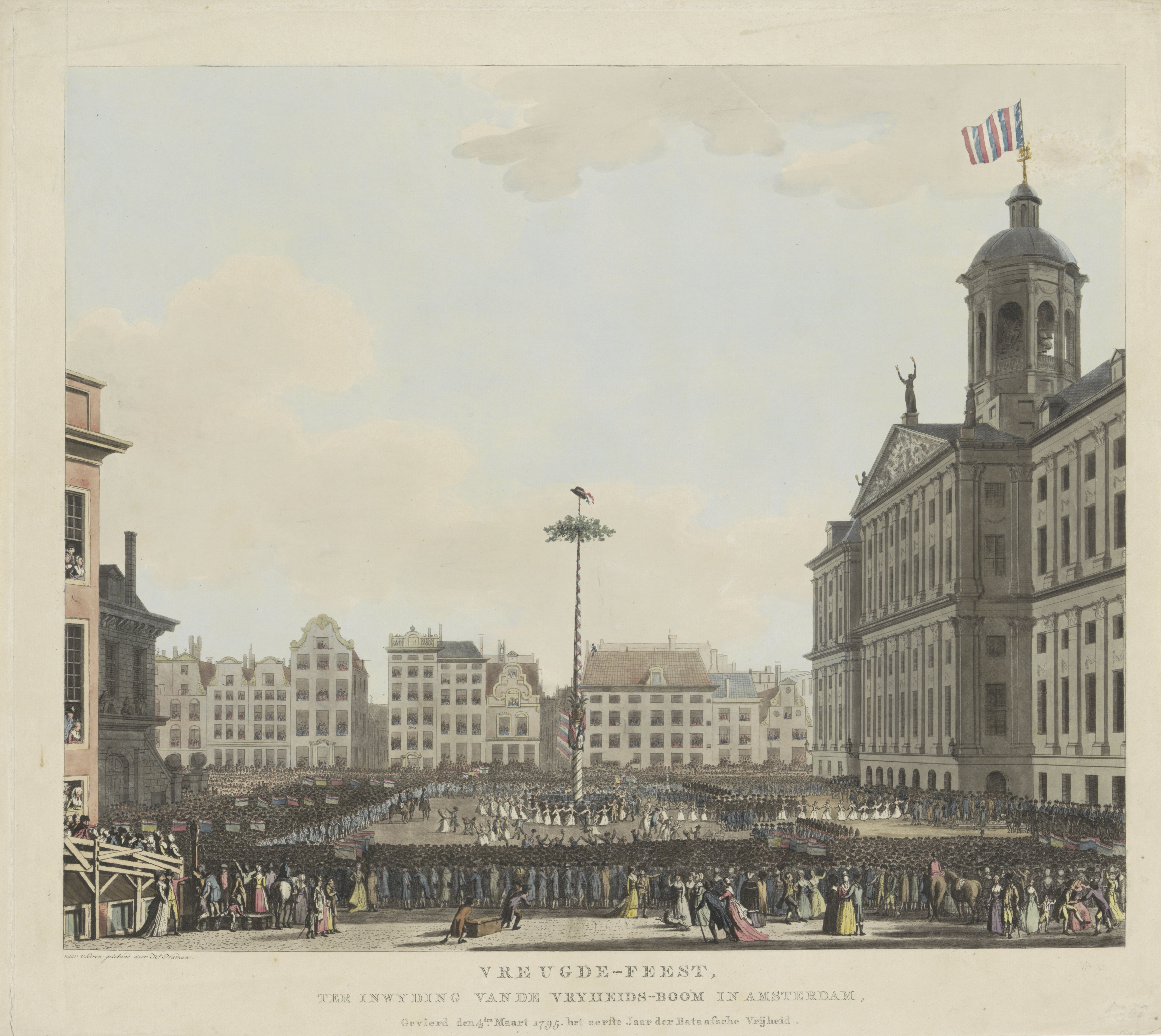
A szabadság fája Amszterdam főterén (1795)

Az orániai párt diadalmaskodni látszott, de a sikeres francia forradalom fenntartotta a republikánus érzelmeket. 1795 januárjában a francia forradalmi hadsereg benyomult Flandriába. A köztársaságpártiak január 18-án Amszterdamban fellázadtak és kikiáltották a Batáviai Köztársaságot. V. Vilmos Angliába menekült, az országgyűlés feloszlott. Az új kormányzat gyakorlatilag a franciák bábjaként működött. A társadalom jelentős része támogatta az új köztársaságot, amely katonákat küldött a franciák megsegítésére. Anglia és Oroszország 1799-ben partraszállást kísérelt meg a Batáviai Köztársaság megdöntésére, de a holland–francia erők meghiúsították a próbálkozást.
Miután Párizsban Napóleon vette át a hatalmat, a korábbi párizsi követet, Rutger Jan Schimmelpennincket kérte fel az új holland alkotmány megírására; 1805-ben pedig kinevezte a köztársaság kormányának élére. A korábban tartományokból álló konföderációt központosított állam váltotta fel és Hollandia történetében először miniszterekből álló kormányt állítottak fel. Mindeközben az angliai száműzetésben élő V. Vilmos átadta a briteknek "kezelésbe" a holland gyarmatokat. Ezek nagy része (Guyana, Ceylon, Fokföld) aztán a háború után is brit kézen maradt, de Indonézia visszakerült Amszterdam felügyelete alá.

### A Holland Királyság megalakulása és a francia annexió (1806–1815)

A Francia Császárság 1812-ben (Hollandia bekebelezése után)

Napóleon 1806-ban átalakította az országot a Holland Királysággá, amelynek trónjára öccsét, Louis Bonapartét ültette. A király népszerűtlen volt, annak ellenére, hogy az ország javáért képes volt ellentmondani bátyjának. Napóleon 1810-ben lemondatta, és Hollandiát közvetlenül bekebelezte az Első Francia Császárságba, ami azzal járt, hogy a holland fiatalokat besorozták a francia hadseregbe. A vesztes lipcsei csata után a franciák 1813-ban kivonultak az északi tartományokból, ahol egy triumvirátus vette át a hatalmat és ideiglenes kormányzatot állítottak fel. Bár a kormány jórészt olyanokból állt, akik 18 évvel korábban elűzték V. Vilmost, az akkori politikai helyzet alapján világos volt, hogy az Oránia–Nassaui-háznak vissza kell térnie az országba, ezért visszahívták az időközben elhalálozott V. Vilmos fiát, Vilmos Frigyest, és felajánlották neki az ország koronáját. Vilmos Frigyes a királyi koronát ekkor még visszautasította, de 1813. december 6-án felvette az örökös uralkodó hercegi címet.
A napóleoni rendszer felbontása során a nagyhatalmak megegyeztek abban, hogy Osztrák-Németalföldet és a független Liège-i Püspökséget Hollandiához csatolják, hogy az így megerősödött ország jobban ellenállhasson veszélyes déli szomszédjának. A bécsi kongresszus hatalmainak támogatásával Vilmos Frigyes 1815. március 15-én kikiáltotta az egész Németalföldre kiterjedő Holland Királyságot, amelynek I. Vilmos néven ő lépett a trónjára.

## Az egységes Németalföld (1815–1839)

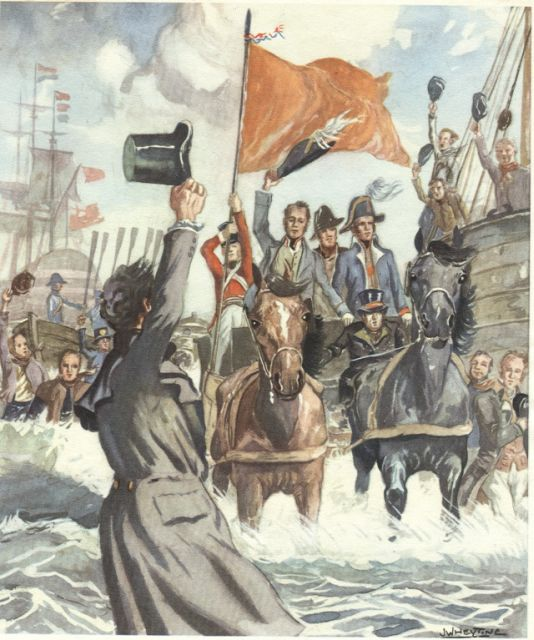
A leendő I. Vilmos partraszáll Hollandiában 1813. november 30-án

I. Vilmos amellett, hogy övé volt Hollandia trónja, egyúttal a Luxemburg nagyhercege címmel is rendelkezett. Luxemburg így perszonálunióba került Hollandiával, egyúttal azonban tagja volt a Német Szövetségnek is.
Az új ország két fővárossal rendelkezett (Amszterdammal és Brüsszellel) és két, egyenlő részből tevődött össze. Az északinak (Hollandia) ekkor kétmillió lakója volt, akik döntő többségében hollandul beszéltek és a protestáns vallás dominált. A déli (1830 után Belgium) lakossága elérte a 3,4 milliót, akik szinte kizárólag katolikusok voltak, viszont hollandul beszélő flamandokra és francia nyelvű vallonokra oszlottak. A felső- és középosztály döntően francia nyelvű volt.
A neves belga statisztikus, Adolphe Quetelet (1796–1874) számításai szerint az állam népjóléti szempontból jobb helyzetben volt a legtöbb európai országnál. Az alacsony halandósághoz jó élelmiszerellátás, megfelelő oktatás és a világ legmagasabb jótékonysági rátája járult. 1826-ban például a holland kormány 12-szer többet költött oktatásra, mint a jóval nagyobb Franciaország.

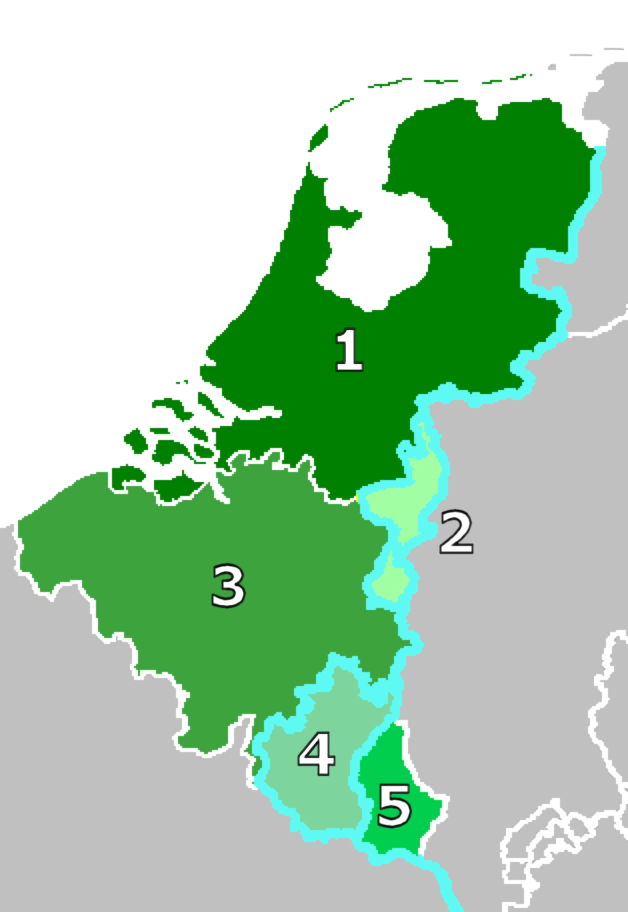
Németalföld a 19. század elején: 1,2,3-Holland Királyság 1830-ig; 2-Limburgi Hercegség, 1839 után a Német Szövetség tagja, 1867 után Hollandia része; 3,4 Belgium 1839 után; 4,5-a Luxemburgi Nagyhercegség 1839 előtt

Az alkotmány jelentős jogokat adott I. Vilmos kezébe, aki felvilágosult abszolút uralkodó módjára kormányzott. Nem nyúlt az előző 25 év politikai fejleményeihez, például megmaradt a törvény előtti egyenlőség. Emellett azonban visszahozta a rendeket és megerősítette a nemesi rétegeket. A választójog létezett, de igen korlátozott volt (az 5,4 milliós országban 140 ezren választhattak) és a parlament felsőházába csak nemesek kerülhettek be. A kálvinista Vilmos gyanakodással tekintett a katolikus egyházra, amelynek eltörölte korábbi privilégiumait. Mivel emellett – a francia forradalomban kinyilvánított módon – minden vallásnak egyenlő jogokat adott, a déli katolikus püspökök ellene fordultak.
Az ország első tizenöt éve a gazdasági fejlődés jegyében telt. Az ipari forradalom elsősorban a délt érintette, ahol a szénbányák voltak és ahol egymás után alapították a textilgyárakat. Északon a napóleoni háborúk alatt teljesen leállt gyarmati kereskedelem újraindulása vezetett fellendüléshez.

### Belgium elszakadása
Vilmos eltökélte, hogy helyrehozza a németalföldiek három évszázaddal korábbi kettészakadását és egységes népet hoz létre. A másfélszeres létszámfölénnyel rendelkező déliek azonban egyre inkább elidegenedtek a protestáns dominanciájú Amszterdamtól. A nyelvi, vallási, gazdasági különbség mellett a francia nyelvű vallon elit, amely sokáig domináns pozícióban volt Dél-Németalföldön, most másodrendű állampolgárnak érezte magát.
A vallonok határozottan ellenezték, amikor a király államnyelvként akarta bevezetni a hollandot, sőt még a flamandok sem üdvözölték egyértelműen az intézkedést. A katolikus egyház, miután évszázadokig az államvallás szerepét töltötte be, most úgy érezte, hogy elnyomja őt a protestáns kormányzat. A magas rangú tisztek vagy állami tisztviselők között kisebbségben voltak a katolikusok. A liberális déliek felpanaszolták a király autokrata intézkedéseit és azt, hogy a Dél nincs népességének megfelelően képviselve az ország törvényhozó testületében.
Az 1830-as párizsi forradalom megadta a jelet és augusztus 25-én Brüsszel autonómiát követelve fellázadt. A nagyhatalmak Londonban tartottak konferenciát a válság kezelésére, amelyen főleg Franciaország támogatta Belgium függetlenségét. 1831 augusztusára Vilmos elhatározta magát, hogy erőszakkal fojtja el a felkelést és a holland hadsereg tíz nap alatt Belgium nagy részét meg is szállta; ám ekkor Franciaország közbelépett. Amszterdam nem akarta megkockáztatni a háborút a franciákkal és az év végén kivonta a csapatait. 1833-ban a felek határozatlan időre fegyverszünetet kötöttek.
A patthelyzetet végül az 1839-es londoni szerződéssel oldották fel, amelyben Hollandia elismerte Belgium függetlenségét és a vegyes népességű, vitatott helyzetű Limburgi és Luxemburgi Hercegségeket kettéosztották. A Holland Királyság innentől a 11 északi tartományból tevődött össze.

## Politikai és gazdasági fejlődés (1840–1900)

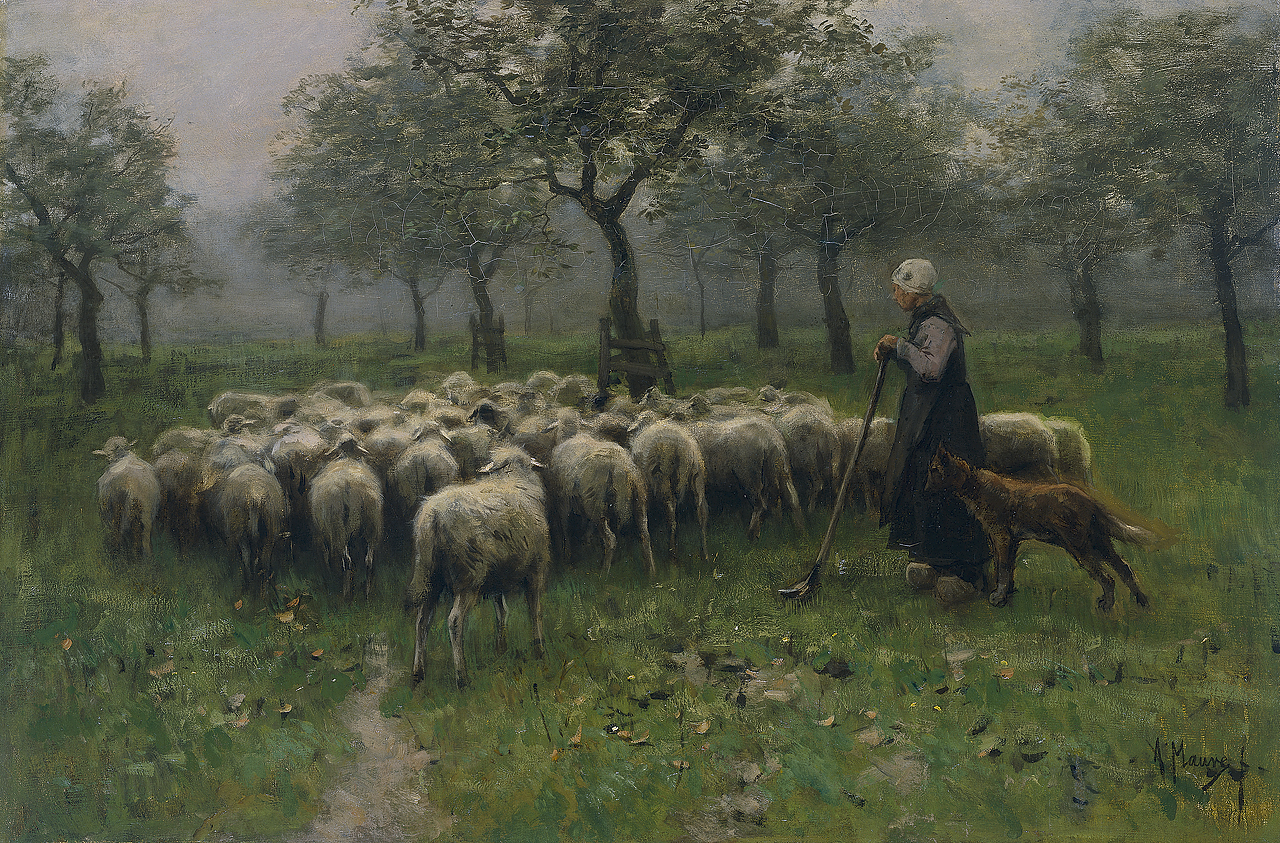
Pásztorlány birkanyájjal (Anton Mauve képe)

Hollandia nem iparosodott olyan ütemben, mint Belgium (amely az elsők között volt Európában), de fejlődése így is jelentős volt. Megszüntették a céheket és az országon belüli vámokat, egységesítették a pénzt és a mértékegységeket, megkezdődött a vasutak építése és továbbfejlesztették a szállító csatornahálózatot. A holland ipar leginkább Észak-Brabant és Overijssel tartományokban indult növekedésnek és rövidesen ezek lettek az ország gazdaságilag legfejlettebb régiói.
Hollandia a 19. században – Európa többi országához hasonlóan – a középosztály dominálta ipari társadalommá vált. A mezőgazdaságban dolgozók száma folyamatosan nőtt és az ipar fokozatosan utolérte Belgiumét (bár csak 1920 körülre). A legfontosabb iparág a textilkészítés volt, majd később a Philips tröszt vált az ipar domináns tényezőjévé. Ekkor emelkedett fel Rotterdam, mint az ország egyik legjelentősebb közlekedési és ipari központja.

### Az 1848-as alkotmányos reform

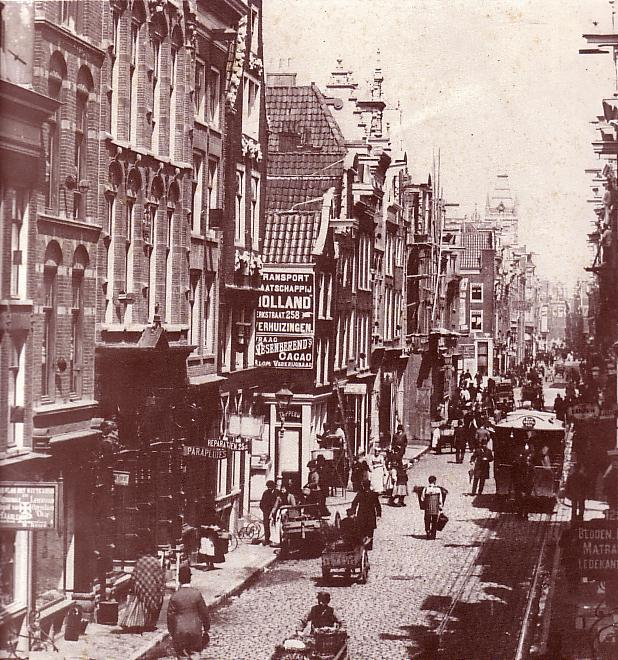
Amszterdami utca 1891-ben

A Belgium elismerését ellenző I. Vilmos 1840-ben lemondott fia, II. Vilmos javára. Az új uralkodó apjához hasonlóan próbálta kordában tartani az egyre erősödő liberális mozgalmakat. 1848 tavaszán forradalmi hullám söpört végig Európa országain. Bár Hollandiában nem tört ki jelentősebb felkelés, II. Vilmos úgy döntött, hogy nem várja meg az erőszakos követeléseket és demokratikus reformokat léptetett életbe. Megkérte az egyik jelentős liberális politikust, Johan Rudolf Thorbeckét hogy írjon egy alkotmányt, amelyet 1848. november 3-án hirdettek ki. Az alkotmány jelentősen korlátozta a király hatalmát, a kormány többé nem neki, hanem a választott parlamentnek felelt. Az ország államformája alkotmányos monarchiára változott.
II. Vilmos 1849-ben váratlanul meghalt és fia, III. Vilmos követte a trónon. Az új király vonakodva jóváhagyta az általa nem kedvelt Thorbeckét a kormány élén, aki liberális reformokat hajtott végre, például kiszélesítette a választásra jogosultak körét. A kormány 1853-ban megbukott, miután jóváhagyta volna a katolikus püspökség újrafelállítását és protestáns zavargásokra került sor. Ezután konzervatív kormány alakult, de a liberális reformok érvényben maradtak. A holland politikai életet ezután egészen az első világháborúig a fokozatos liberalizálódás jellemezte; ezenkívül megjelentek a szakszervezetek és a szocialista mozgalom a munkásság körében. Az egy főre jutó GNP az 1804-es 106 guldenről 1913-ra 403 guldenre növekedett.
A század közepe táján a hollandok kb. 55%-a a kálvinista egyházhoz, 35-40%-a a katolikusokhoz tartozott, a többiek pedig kisebb protestáns egyházak tagjai vagy zsidók voltak. Vallási kérdésekben a hollandok továbbra is Európa egyik leginkább toleráns társadalma maradt. A 19. század első felében a kormányzat ugyan üldözte a nagy protestáns egyházakból kiszakadt szektákat (amelyek tagjai gyakran Amerikába költöztek), de a század közepére a vallási elnyomás abbamaradt.
A kor politikai életének egyik jelentős alakja Abraham Kuyper teológus és politikus volt, aki a holland társadalmat kisebbségek együttéléseként jellemezte, amely számos "oszlopon" nyugszik. Ezek az egymástól függő és egymást támogató oszlopok voltak a protestánsok és katolikusok, gyárosok és munkások. Kuyper 1879-ben megalapította jobbközép Ellenforradalmi Pártját, amellyel 1901-1905 között kormányra is került. A közéletet úgy szervezték, hogy minden társadalmi csoport ("oszlop") megkapja saját iskoláit, egyetemét, politikai pártját, szakszervezetét, később rádió- vagy televízióállomását. A rendszer sokat segített a társadalmi feszültségek elsimításában.
A 19. század végén virágzott a holland művészet. A festészet egyik legjelentősebb csoportjának a realista hágai iskola (1860-1890) bizonyult. A kor leghíresebb holland festője, Vincent van Gogh viszont jórészt Franciaországban alkotott. A tudományos élet jelentős alakjai közé tartoztak Johannes Diderik van der Waals, Hendrik Lorentz és Pieter Zeeman fizikusok vagy Hugo de Vries, aki Mendel után újra felfedezte a gének létezését.

## A 20. század első felében (1900-1940)

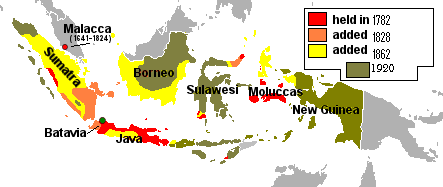
Az indonéziai holland gyarmatbirodalom terjeszkedése 1800–1942 között

1890-ben meghalt III. Vilmos és egyetlen gyereke, a 10 éves Vilhelmina követte a trónon, aki ezután 58 éven át viselte a koronát. Trónra lépésével megszűnt a Hollandia és Luxemburg közötti perszonálunió, mert utóbbi örökösödési törvénye nem engedte meg a női uralkodót. A nagyhercegség élére a Nassaui-házból való Adolf került.
A holland gyarmatbirodalom ekkor a Holland Kelet-Indiából, a dél-amerikai Suriname-ból és néhány kisebb gyarmatból tevődött össze. Az ország jórészt kimaradt a 19. századi kolonizálási hullámból, csak Indonéziára terjesztette ki még jobban befolyását. Eközben az egyetlen, jelentős veszteségekkel járó hadműveletet az Acehi Szultánság alávetése jelentette. Az anyaországnak jelentős gazdasági haszna származott a gyarmatokból, amit a korszellem szinte egyáltalán nem kifogásolt. Az egyetlen kivétel Eduard Dekker (Multatuli álnév alatt) 1860-as regénye, a Max Havelaar volt, amely élesen kritizálta a gyarmati kizsákmányolást és a kormányzókkal kollaboráló bennszülött hercegeket. A könyv a 20. századi indonéz függetlenségi mozgalomra is hatással volt.
Miután az ország utolsó jelentős önálló hadművelete az 1760-as években zajlott, hadserege fokozatosan veszített erejéből. A kormány úgy döntött, hogy kimarad az európai nagyhatalmi játékokból, és semlegesnek nyilvánítva magát, senkivel sem kötött katonai szövetséget. Ezt a politikát követték az első világháború során is.

### Az első világháború

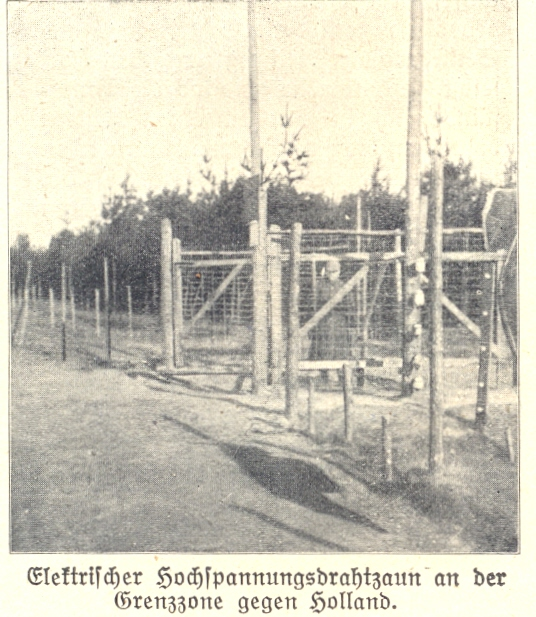
Elektromos kerítés a holland–belga határon

A német hadvezetés 1908-ban módosította a Franciaország elleni Schlieffen-tervet, hogy annak átkaroló íve csak Belgiumon haladjon át, és elkerülje Hollandiát. Az ország kikötői számos létfontosságú nyersanyaggal látták el Németországot (gumi, ón, kinin, kőolaj, élelmiszer), bár a britek tengeri blokáddal ellenőrizték a forgalmat. Mindkét háborús oldalnak megfelelt Hollandia semlegessége és nem állt érdekében, hogy a helyzet változzon. A németeknek a Rajnán Rotterdamba vezető szállítóút volt lényeges, az antantnak pedig a Scheldt és a Maas torkolata. Egyikük sem engedhette meg, hogy az ellenfél megszállja Hollandiát, de egy új front túl sok erőforrást vont volna el a meglévőkről.
A kormány mindenesetre felkészült, az ellenzék éles kritikája ellenére bevezették a sorozást, és mozgósították a hadsereget. 1918-ban több lázadás tört ki a fegyveres erőkön belül. A blokád és a háborús felek követelései miatt élelmiszerhiány lépett fel. A britek annyi burgonyát vásároltak fel, hogy annak ára meredeken felszökött, még éhséglázongásokra is sor került. A spekulánsok az élelmiszer egy részét Belgiumba csempészték, ahol a német rekvirálások miatt az jóval drágább volt; ez viszont tovább növelte a holland hiányt és az árakat. A csempészés megakadályozására 1916 januárjában bevezették, hogy a határ 5 km-es körzetében csak a főútvonalakon és külön engedéllyel lehet árut szállítani. A németek elektromos kerítést állítottak fel a holland–belga határon.

### Két háború között

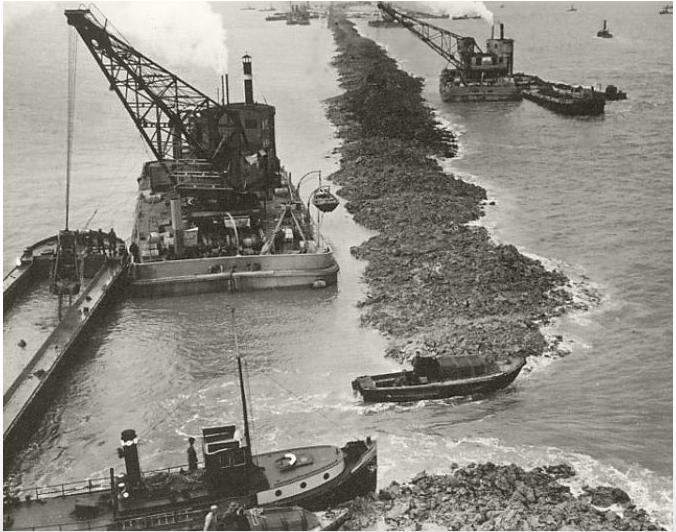
Az Afsluitdijk tengeri gát építésével a kormány csökkenteni igyekezett a világválság okozta munkanélküliséget (1931)

A parlamenti választásokon 1917-ig csak bizonyos jövedelmi szintet elérő polgárok szavazhattak. Ekkor a szocialista mozgalom nyomására bevezették az általános férfi választójogot, két évvel később pedig a nők is szavazati jogot kaptak.
Az 1929-ben kezdődő gazdasági világválság megbénította a holland gazdaságot és hatása is tovább tartott, mint a legtöbb európai országban. Utólag ezt azzal magyarázzák, hogy a kormány nagyon szigorú pénzügyi politikát folytatott, és akkor is ragaszkodott az aranystandardhoz, amikor kereskedelmi partnerei már nem. A válság magas munkanélküliséghez, a nyomor és ezzel együtt a társadalmi elégedetlenség terjedéséhez vezetett.
A 30-as években Hollandiában külön fasiszta és náci mozgalmak indultak. A holland fasiszták Mussolini Olaszországát tekintették példának, és kisszámú tagjai közé inkább az ipar és a közigazgatás elitje tartozott. A Berlinből támogatott náci mozgalom a tömegeket akarta megnyerni magának, de a holland társadalom elutasította faji ideológiája és erőszakos természete miatt.
A kormány 1936-ban, Németország Ruhr-vidéki bevonulása után megnövelte a védelmi költségvetést. A hadsereg büdzséje tovább növekedett Ausztria és a Szudétavidék 1938-as bekebelezése hatására. A Japánnal szembeni feszültség is egyre nőtt, így megerősítették a gyarmati erőket. Amikor 1939 szeptemberében Anglia és Franciaország hadat üzent a németeknek, a hollandok is mozgósították a hadsereget és új fegyvereket vásároltak, de ezek már nem érkeztek meg időben. A kormány az első világháborúhoz hasonlóan kimondta Hollandia semlegességét, és remélte, hogy Németország ezt tiszteletben tartja.

## A második világháború (1939–1945)

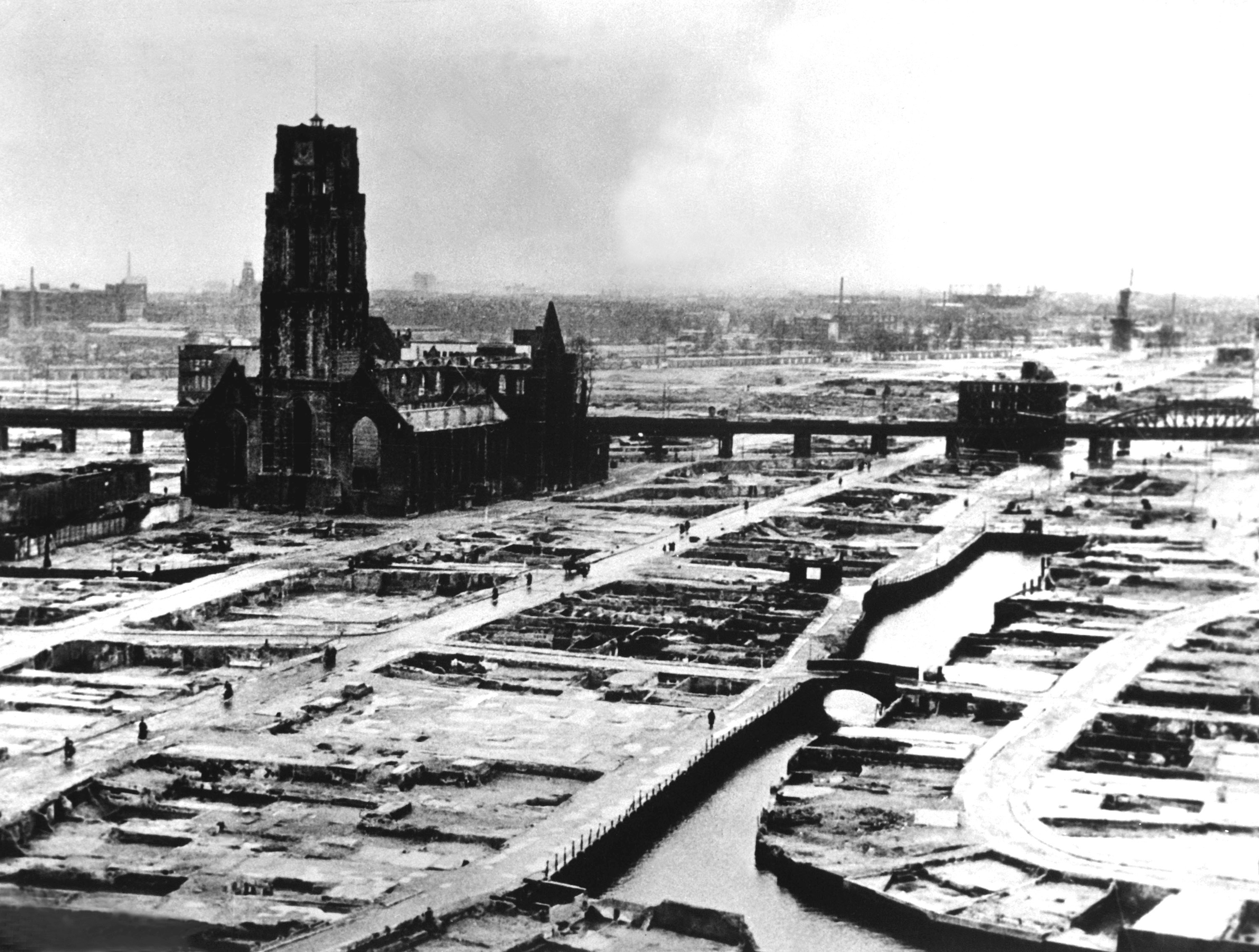
A lebombázott Rotterdam

A semlegesség deklarálása ellenére Németország 1940. május 10-én megtámadta Hollandiát és Belgiumot. A holland hadsereg a várakozásoknál jobban teljesített: északon és az ország középső részén megállította az előrenyomuló németeket, nyugaton pedig számos ejtőernyőst likvidáltak vagy ejtettek foglyul. Dél-Hollandia hamar elesett, de Rotterdamnál a Maas folyó átkelőjénél ismét feltartóztatták a Wehrmachtot. Ezért a Luftwaffe terrorbombázást hajtott végre Rotterdam ellen, amelyben 900-an meghaltak, 78 ezren hajléktalanná váltak, a belváros pedig teljesen elpusztult. Miután a németek megüzenték, hogy a következő bombázás helyszíne Utrecht lesz, a holland kormány május 15-én kapitulált. Egyedül Zeelandon tartott még egy rövid ideig az ellenállás ahol francia és francia-marokkói csapatok segítették a helyi hollandokat. A királyi család Angliába, később Kanadába menekült. A háború későbbi éveiben megalakult az ellenállási mozgalom. A hollandok egy része a kollaborációt választotta, többen ezren jelentkeztek a Waffen-SS-be.

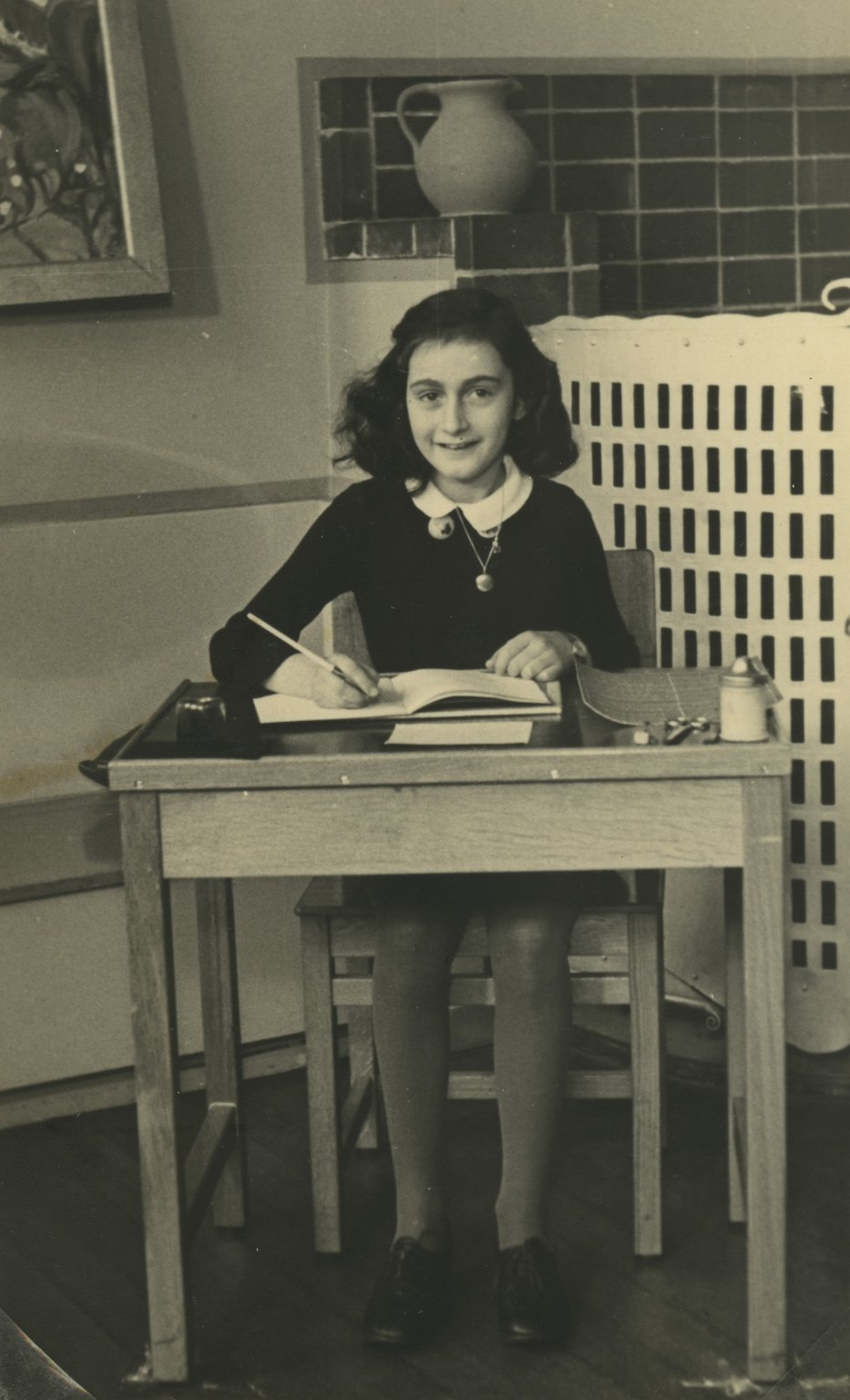
Anne Frank iskolai fotója

A háború elején mintegy 140 ezer zsidó élt Hollandiában. A megszállás után röviddel megkezdődött az üldözésük. 40 ezernek sikerült elrejtőznie; a többiek közül csak kb. ezer élte túl a háborút. Az odaveszettek közül Anne Frank utólag világhírűvé vált rejtőzködése alatt írt, és életben maradt apja által kiadott naplója miatt.
1941. december 8-án, a Pearl Harbor elleni támadás másnapján Hollandia hadat üzent Japánnak. A japán flotta és hadsereg 1942. január 11-én támadást indított a Holland Kelet-Indiák ellen. Miután Jáván partra szálltak, a holland gyarmati hadsereg március 8-án kapitulált. A japánok az európai származásúakat internálták vagy munkatáborokba gyűjtötték. A gyarmati hadsereg maradéka és hajói Ausztráliába vonultak vissza, ahol a későbbiekben részt vehettek a háborúban.
1944-ben a normandiai partraszállás után a kezdeti harcok után a franciaországi német ellenállás augusztusra összeomlott. A szövetségesek gyors ütemben indultak meg a holland határ felé, ahol a Market Garden fedőnevű merész hadművelet során ejtőernyősökkel akarták elfoglalni a dél-hollandiai folyók hídjait. A brit, amerikai és lengyel erők azonban nem tudták elfoglalni az arnhemi hidat, így a hadművelet kudarcba fulladt.
1944 szeptembere és decembere között kiszorították a németeket Zeelandból és a Rajnától délre eső területekről, így megnyílt Antwerpen kikötője. Az első kanadai hadsereg ezután a Maas vonalán tartotta a frontot, de az ország többi része csak 1945 tavaszán szabadult fel. A megszállt területeken a németek elzárták az élelmiszerellátást, és a városok éheztek 1944–45 telén. Sok beteg vagy öreg holland éhenhalt.

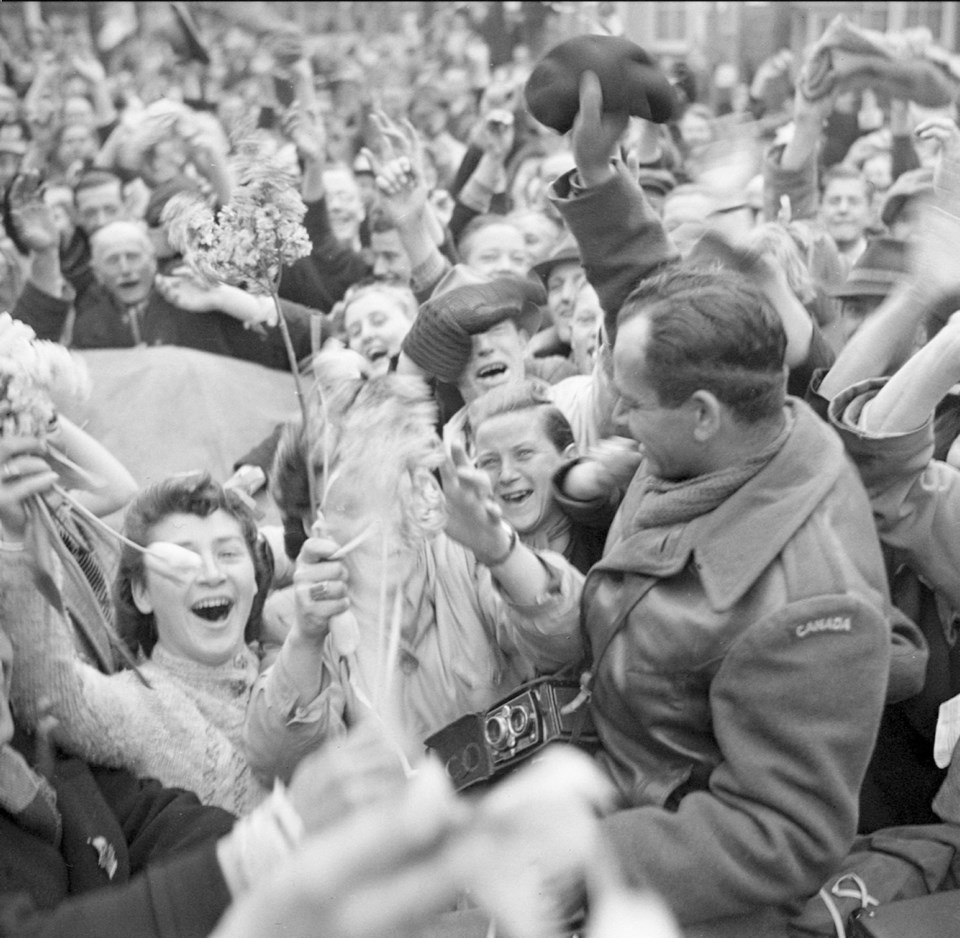
Kanadai katonákat üdvözlő tömeg Utrechtben (1945)

Február elején a kanadaiak áttörték a Siegfried-vonalat, és márciusra elérték a Rajnát. A háború maradék részeiben az első kanadai hadsereg számolta fel a maradék német ellenállást Hollandiában. Április 16-ára elfoglalták Arnhemet, Otterlónál elhárították a német ellenállást, Ede városában pedig likvidálták a maradék holland SS-katonákat. Április 27-én aláírták az ideiglenes fegyverszünetet, május 5-én pedig a hollandiai német erők feltétel nélkül megadták magukat (az országban azóta május 5. a győzelem napja).
A holland kormány a háború után felvetette, hogy jelentős (mintegy 1840 km²-nyi) határmenti német területeket annektálna a helyi, döntően német lakosságot pedig kitelepítené. Az 1949-es londoni konferencia végül 69 km²-nyi kisebb kiigazítást engedélyezett, amelyet Hollandia (egy 3 km²-es domb kivételével) 1963-ban visszaadott az NSZK-nak.
1946-ban megkezdődött a Fekete Tulipán hadművelet, amelynek keretében minden németet ki akartak telepíteni Hollandiából. Végül 3691 személyt (a német lakosság 15%-át) űzték ki az országból.

## Gazdasági fejlődés, európai egység (1945 után)
A békekötéssel nem értek véget a nehézségek, az ország romokban hevert. A lakáshiány mellett jegyre adták a legtöbb árucikket, többek között cigarettát, textilt, mosóport, kávét, még a facipőket is. A népsűrűség csökkentése érdekében maga a kormány szorgalmazta a Kanadába, Ausztráliába, Új-Zélandra történő kivándorlást (mintegy félmillióan hagyták el így az országot); különösen miután Indonézia kikiáltotta függetlenségét és kb. 300 ezer gyarmatokon élő hollandnak és szövetségeseiknek kellett hazatérniük.
Az 1946-os választások után a győztes Katolikus Néppárt és az éppen csak második Munkáspárt koalíciós kormányt alkotott. 1948-ban a Marshall-segély megindította a gazdaság növekedését és modernizációját. 1948-ban új választásokat tartottak, amelyet a Munkáspárt nyert meg, de a koalíciós kormányzás fennmaradt. Willem Drees munkáspárti miniszterelnök 1958-ig maradt az ország élén, egymás után négy kormányt alakítva. Ebben az időszakban számolták fel a holland gyarmatbirodalmat, építették újjá a gazdaságot, és teremtették meg a jóléti állam alapjait, nemzetközi téren pedig beléptek a NATO-ba, megalakították a Benelux közösséget, valamint az Európai Unió elődjeként szolgáló Szén- és Acélközösséget, majd az Európai Gazdasági Közösséget.
Kezdetben a béreket és a fogyasztást mesterségesen alacsonyan tartották, hogy újjáépíthessék a megsemmisült infrastruktúrát és a lebombázott városokat. A kezdeti válság után a munkanélküliség lecsökkent, és a gazdaság viharos ütemben növekedett (részben a Marshall-segély következtében), amihez a háború utáni népességnövekedés, "baby boom" is járult. A holland cégek, különösen a Royal Dutch Shell és a Philips nemzetközi terjeszkedésbe kezdtek. A gazdasági gyakorlat mellett az elméletben is jelentős előrelépés született; Jan Tinbergen, Tjalling Koopmans vagy Henri Theil sokban járultak hozzá a közgazdaságtan haladásához.

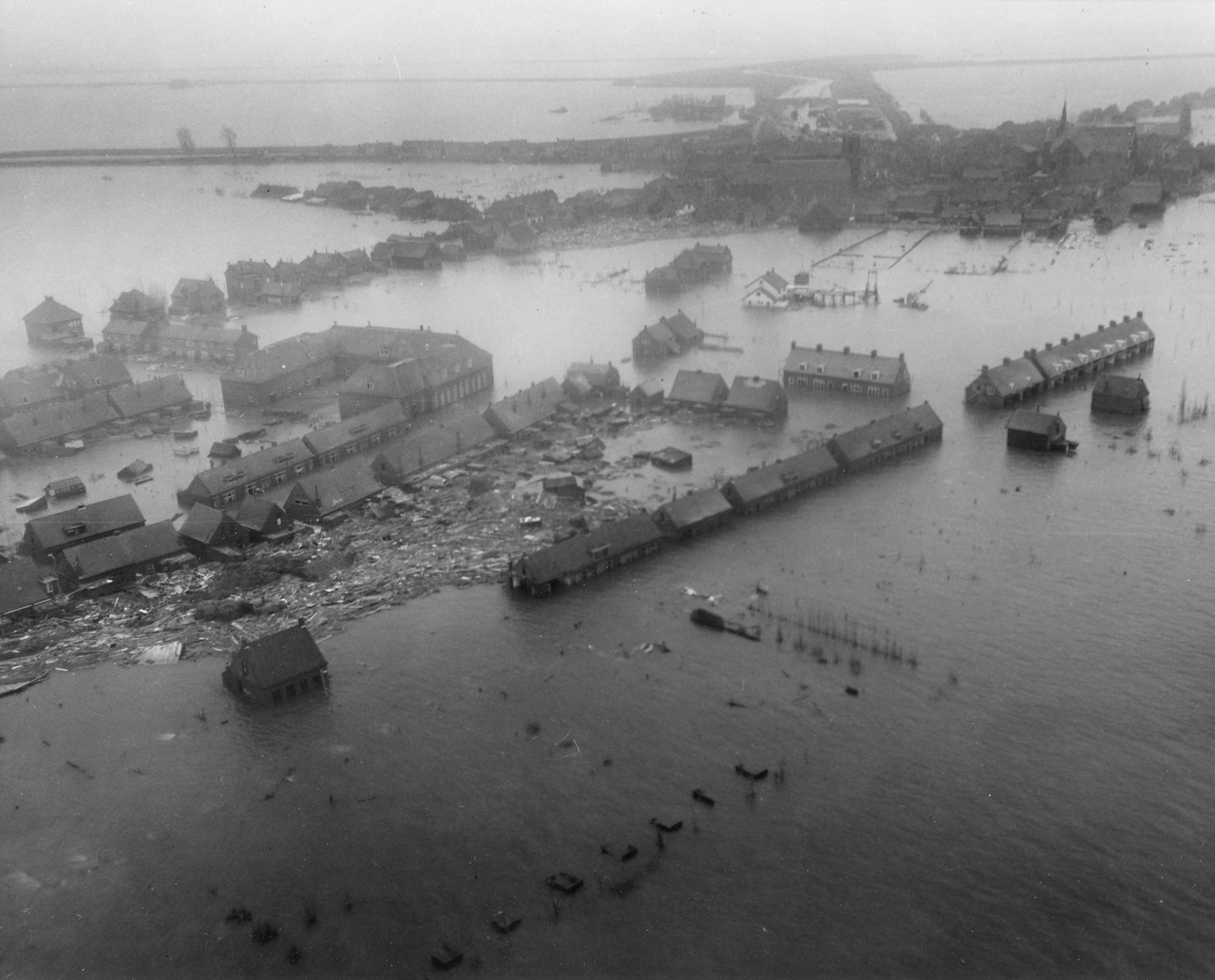
Az 1953-as árvíz

1953 februárjában az ország délnyugati részén egy különösen erős vihar megrongálta az Északi-tenger vízét visszatartó gátrendszer szakaszait és a betörő árvízben 1800 fő vesztette életét. A kormány ezután nagyszabású, harminc éves programot fogadott el a hasonló esetek megelőzésére (ún. Deltawerken) A tengeri viharok elleni védőrendszer, az Oosterscheldedam 1986-ra lett teljes mértékben készen.
Az olajválság hatására 1973 és 1981 között egész Nyugat-Európában megtorpant az addig tartó intenzív gazdasági fejlődés. A holland gazdaság is stagnált, sőt zsugorodott. A növekvő munkanélküliség miatt megugrottak a szociális kiadások, az infláció két számjegyű értékeket ért el.
Külpolitikáját illetően Hollandia felhagyott a korábbi semlegességi politikájával és mind európai, mind globális szinten részt vesz a nemzetközi szervezetek munkájában. Alapító tagja volt az Európai Szén- és Acélközösségnek és a belőle kinövő Európai Gazdasági Közösségnek és az Európai Uniónak; a NATO-nak, az OECD-nek, és a Kereskedelmi Világszervezetnek. Belgiummal és Luxemburggal közösen megalapította a Benelux együttműködést. Az ország ad otthont a Vegyifegyver-tilalmi szervezetnek és öt nemzetekfölötti bíróságnak (ebből négy Hágában található), köztük a hágai Nemzetközi Bíróságnak. Hágában található az európai országok közös bűnüldözési szervezetének, az Europolnak a központja is; mindezek miatt a várost gyakran a világ jogi fővárosának nevezik.

### A holland gyarmatbirodalom felbomlása

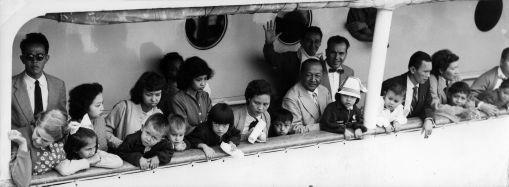
Gyarmati menekültek érkezése Rotterdamba (1958)

A japán fegyverletétel után két nappal, 1945. augusztus 17-én az indonéz nacionalisták kikiáltották Indonézia függetlenségét. Amszterdam először erővel próbálta letörni a függetlenségi törekvéseket, amely során komoly atrocitásokra is sor került (1947-ben Rawagede falu majdnem teljes férfilakosságát, 430 főt mészároltak le), de a fokozódó nemzetközi nyomás végül rávette, hogy 1949. december 27-én elismerje Indonéziát. Új-Guinea nyugati fele 1961-ig holland felügyelet alatt, maradt, majd azt is átadták az indonéz kormánynak. A forradalom után öt hullámban mintegy 300 ezer, többségében félvér (ún. indók) gyarmati lakos kérte repatriálást Hollandiába, ami komoly terhelést jelentett az ország hatóságainak. Az indo közösség később elérte a 680 ezer főt, így Hollandia legnagyobb kisebbségi etnikai csoportjának számított.
Suriname 1975. november 25-én az amszterdami kormány támogatásával vált önállóvá. A volt gyarmat lakosságának egyharmada a politikai bizonytalanságtól és gazdasági visszaeséstől való félelmében Hollandiába költözött és mára az ottani közösség létszáma majdnem akkora mint Suriname maradék népessége.

### Liberalizáció
Az 1960-as és 1970-es években jelentős kulturális és társadalmi változások következtek be, főleg az ifjúság körében. Az ún. "oszloptalanítás" (ontzuiling) jegyében eltűntek a vallások és osztályok közötti társadalmi választóvonalak. Az Amerikában és Nyugat-Európában hódító ellenkultúra (diáklázadások, szexuális szabadság, új hajviselet, divat, zene és a droghasználat) széleskörűen elterjedt a holland fiatalság körében. A vallásosság 1960 után kezdett visszaszorulni, általánossá váltak a vegyes házasságok, és a protestáns Ellenforradalmi Párt, valamint a Katolikus Néppárt 1977-ben egybeolvadva kereszténydemokrata uniót hozott létre. A jelenség a későbbiekben részben megfordult, megerősödtek a protestáns mozgalmak (ún. holland Bibliaövezet az ország közepén) és a bevándorlók miatt jelentőssé vált a hindu és a muzulmán közösség.
Az 1994-es választások után a kereszténydemokraták sok évtized után kiestek a kormányból és Wim Kok vezetésével szociáldemokrata-liberális koalíció (vörös és kék színeik után az ún. "lila koalíció") alakult. A vallásos befolyástól megszabadult kormányzat számos liberális intézkedést hozott; dekriminalizálták az abortuszt, az eutanáziát és a marihuánafogyasztást. Legálissá vált a prostitúció, de egyúttal a bordélyházakra korlátozták, ahol biztosítani lehetett a megfelelő egészségügyi körülményeket. 2001-ben a világon elsőként engedélyezték az azonos neműek házasságát.

### Hollandia a 21. században

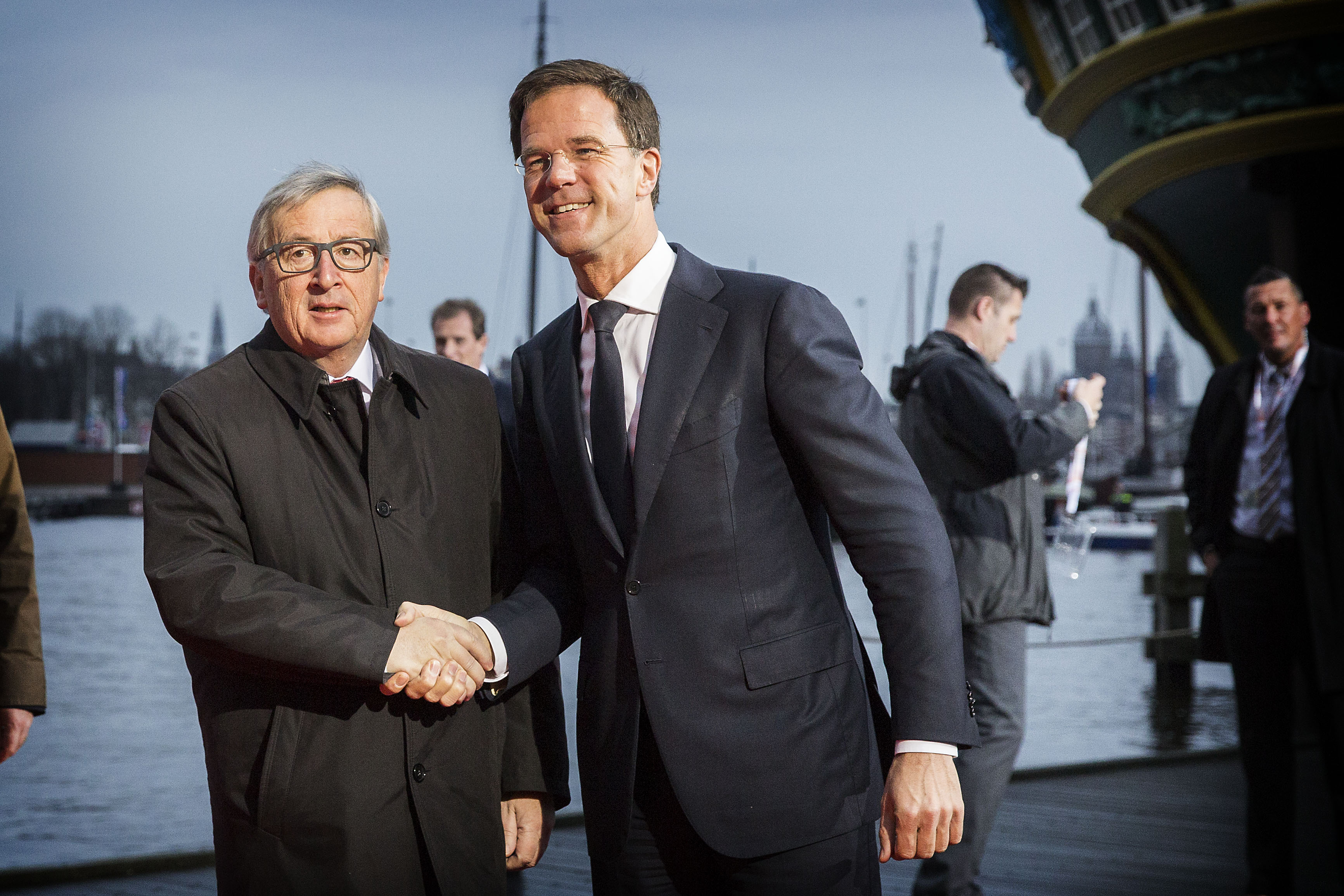
Mark Rutte holland miniszterelnök és Jean-Claude Juncker 2016-ban

1998-ban ismét a lila koalíció nyert, amelyben nagy szerepe volt a gazdaság növekedésének, a munkanélküliség és az államháztartási hiány csökkenésének.
A 2002-es választások a kormány bukását hozták. Általános döbbenetet okozott, amikor néhány nappal a voksolás előtt a bevándorlóellenes, jobboldali populista Pim Fortuynt egy környezetvédelmi aktivista meggyilkolta. Az eseménynek nagy szerepe volt abban, hogy a Pim Fortuyn Listája párt 17%-kal másodikként végzett a kereszténydemokraták után. A vezérét vesztett szélsőjobboldali párt azonban nem volt képes fenntartani népszerűségét, a következő évben tartott választáson parlamenti helyeinek 70%-át elvesztette. A kereszténydemokrata Jan Peter Balkenende a liberálisokkal alkotott koalíciót.
2004. november 2-án újabb politikai gyilkosság rázta meg a holland közvéleményt, amikor Theo van Gogh filmrendezőt megölte egy marokkói származású radikális muzulmán, aki úgy vélte, hogy a rendező megsértette a vallását.
A 2006-os választáson a kereszténydemokraták megtartották elsőbbségüket, de a koalíciós partner ezúttal a szociáldemokrata Munkáspárt volt. 2010-ben a liberális Szabadság és Demokrácia Néppártja végzett az élen és kereszténydemokrata támogatással Mark Rutte került a miniszterelnöki székbe. Rutte 2012-ben (amikor a Munkáspárttal állt koalícióba) és 2017-ben is győzelemre vitte pártját.
2017-re Hollandia lakossága meghaladta a 17 milliót amivel a világ legsűrűbben lakott országai közé tartozik. A négy legnagyobb városából (Amszterdam, Rotterdam, Hága, Utrecht) álló konglomerátum Európa egyik legnagyobb konurbációja. A kis holland nemzet létrehozta a világ egyik legnyitottabb, -dinamikusabb és -fejlettebb társadalmát. Egy főre jutó GDP-je 2017-ben 13. volt a világon és a 6. Európában.
2021. január 15-én a harmadik Rutte-kormány együttesen lemondott a hollandiai gyermekgondozási támogatások botránya körüli kutatások publikációja után. Mark Rutte felajánlotta lemondását a királynak, vállalva a botrány felelősségét. Mindannyian azonban hivatalukban maradnak a 2021. márciusi általános választásokig.

## Fordítás
- Ez a szócikk részben vagy egészben  a   History of the Netherlands című angol Wikipédia-szócikk ezen változatának fordításán alapul.  Az eredeti cikk szerkesztőit annak laptörténete sorolja fel. Ez a jelzés csupán a megfogalmazás eredetét és a szerzői jogokat jelzi, nem szolgál a cikkben szereplő információk forrásmegjelöléseként.